# Sicurezza stradale
Le misure di sicurezza stradale hanno come obiettivo la riduzione del numero e delle conseguenze degli incidenti stradali e lo sviluppo e il dispiegamento di sistemi di gestione. L'approccio è di tipo multi-disciplinare, in quanto sono coinvolte diverse tematiche tecnico-scientifiche, e segue il rispetto di norme esplicitamente espresse nel codice della strada al fine di minimizzare il rischio. 

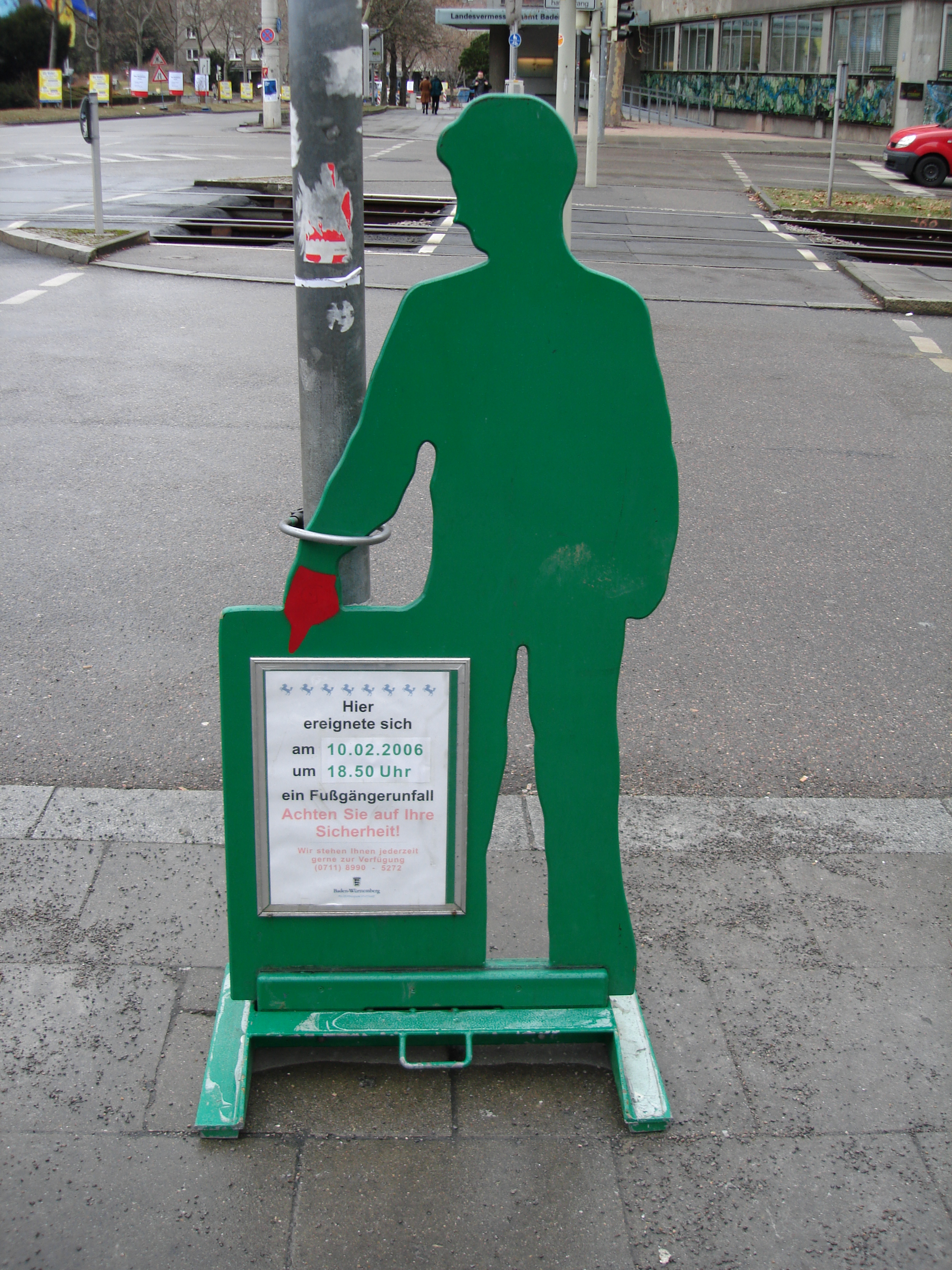
Segnale che indica il luogo di una morte per investimento di un pedone a Stoccarda, in Germania

## Storia

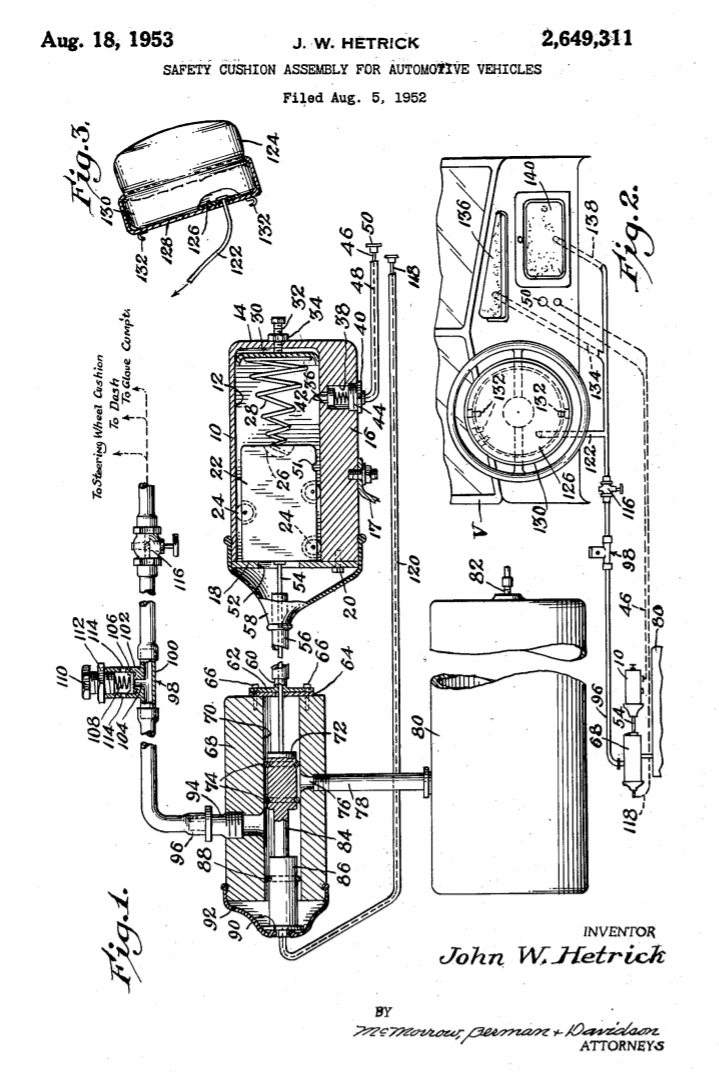
Brevetto di John W. Hetrick del primo airbag per autoveicoli (1953).

Gli incidenti stradali nascono con l'avvento degli stessi autoveicoli, quando l'inventore Nicolas-Joseph Cugnot si scontrò con un muro durante la prova del suo triciclo a vapore "Fardier" nel 1770.
L'incidente stradale di Bridget Driscoll fu il primo sinistro automobilistico della storia riguardante un pedone e del primo incidente automobilistico mortale in Gran Bretagna. La signora Driscoll morì il 17 agosto del 1896, a Londra, a quarantaquattro anni, schiacciata dalla macchina a vapore sperimentale sulla quale viaggiava, costruita da suo cugino William Parsons.
Molte tra le prime innovazioni nella sicurezza stradale vengono attribuite a William Phelps Eno, considerato il "padre della sicurezza stradale". Gli si attribuiscono la creazione del segnale di stop, della rotatoria, della strada a senso unico, e di molti altri sistemi del controllo del traffico oggi in uso.
I primi interventi di sicurezza stradale includevano i segni e i segnali di transito, le righe sulla pavimentazione stradale (come la linea divisoria centrale) e l'obbligatorietà della patente di guida dopo un periodo prestabilito di studio ed esami (con rigorosi test pratici).
Le cinture di sicurezza furono concepite dal canadese Gustave Desirè Lebeau nel 1903.
L'invenzione dell'airbag è datata 1952 a cura di John W. Hetrick, che ne depositò il brevetto negli Stati Uniti l'anno successivo.

## Fluidità del traffico, sicurezza stradale e mobilità sostenibile
Sebbene le misure per migliorare la fluidità del traffico e quelle per aumentare la sicurezza stradale spesso coincidano, non sempre questi due obiettivi vanno di pari passo: alcune misure per migliorare la fluidità del traffico, possono infatti diminuire la sicurezza stradale, così come alcune misure per aumentare la sicurezza stradale possono diminuire la fluidità del traffico. Ad esempio, una strada diritta, senza curve e interruzioni, potrebbe spingere i guidatori a viaggiare a velocità troppo elevate, aumentando così il rischio di incidente. Dall'altra parte, la manutenzione costante del manto stradale è essenziale per garantirne la sicurezza, ma al tempo stesso la presenza dei cantieri stradali sulla carreggiata determina inevitabilmente un aumento del traffico per tutto il tempo della manutenzione stradale.
In molti casi invece il traffico determina un più alto rischio per la sicurezza stradale, anche a causa della minore distanza tra i veicoli e di alterazioni negative del comportamento dei guidatori (ad esempio: stress e distrazione).
Allo stesso modo, l'adozione di misure di mobilità sostenibile può, almeno teoricamente, avere sia effetti positivi sia effetti negativi sulla fluidità del traffico e sulla sicurezza stradale, anche se generalmente tali misure determinano effetti positivi in tutti i sensi: ad esempio l'utilizzo dei mezzi urbani, oltre ad avere un impatto ambientale positivo, diminuisce la congestione delle strade e di conseguenza il rischio di incidenti stradali.

## Fattori di rischio e misure di sicurezza stradale
Secondo il Vademecum sulla sicurezza stradale della Consulta Provinciale per la Sicurezza Stradale di Roma, le principali cause di incidenti stradale sono da ricondursi alla velocità dei veicoli, alla distrazione degli utenti della strada e a problemi infrastrutturali.
Gli interventi per modificare i fattori di rischio, ovvero le misure di sicurezza stradale, sono molteplici.

Infografica del NIOSH. I metodi di controllo nella parte superiore della grafica sono potenzialmente più efficaci e protettivi di quelli nella parte inferiore. Seguire questa gerarchia porta normalmente all'implementazione di sistemi intrinsecamente più sicuri, in cui il rischio di malattia o lesioni è stato sostanzialmente ridotto.

Seguendo l'ottica della cosiddetta "gerarchia dei controlli del rischio", tali misure possono essere classificate in:
- Eliminazione del rischio: ovvero non viaggiare affatto.
- Sostituzione del rischio: ovvero non utilizzare le strade come mezzo di trasporto, sostituendo tale mezzo di trasporto con altri più sicuri; alternative alle strade, che secondo molte statistiche risultano più sicure, sono il trasporto aereo, navale e ferroviario.[10][11]
- Misure di controllo progettuale: ovvero progettazione di strade più sicure e veicoli stradali più sicuri.
- Misure di controllo amministrative o organizzative: tali misure includono tantissimi tipi di misure di sicurezza. Ad esempio: manutenzione delle strade, apposizione della segnaletica stradale, frequentazione dei corsi di scuola guida, controlli e sanzioni da parte delle forze dell'ordine, adozione di dispositivi di protezione collettiva (barriere di protezione stradale), ecc.
- Utilizzo di dispositivi di protezione individuale: come cinture, caschi, airbag.

### Progettazione e manutenzione delle strade

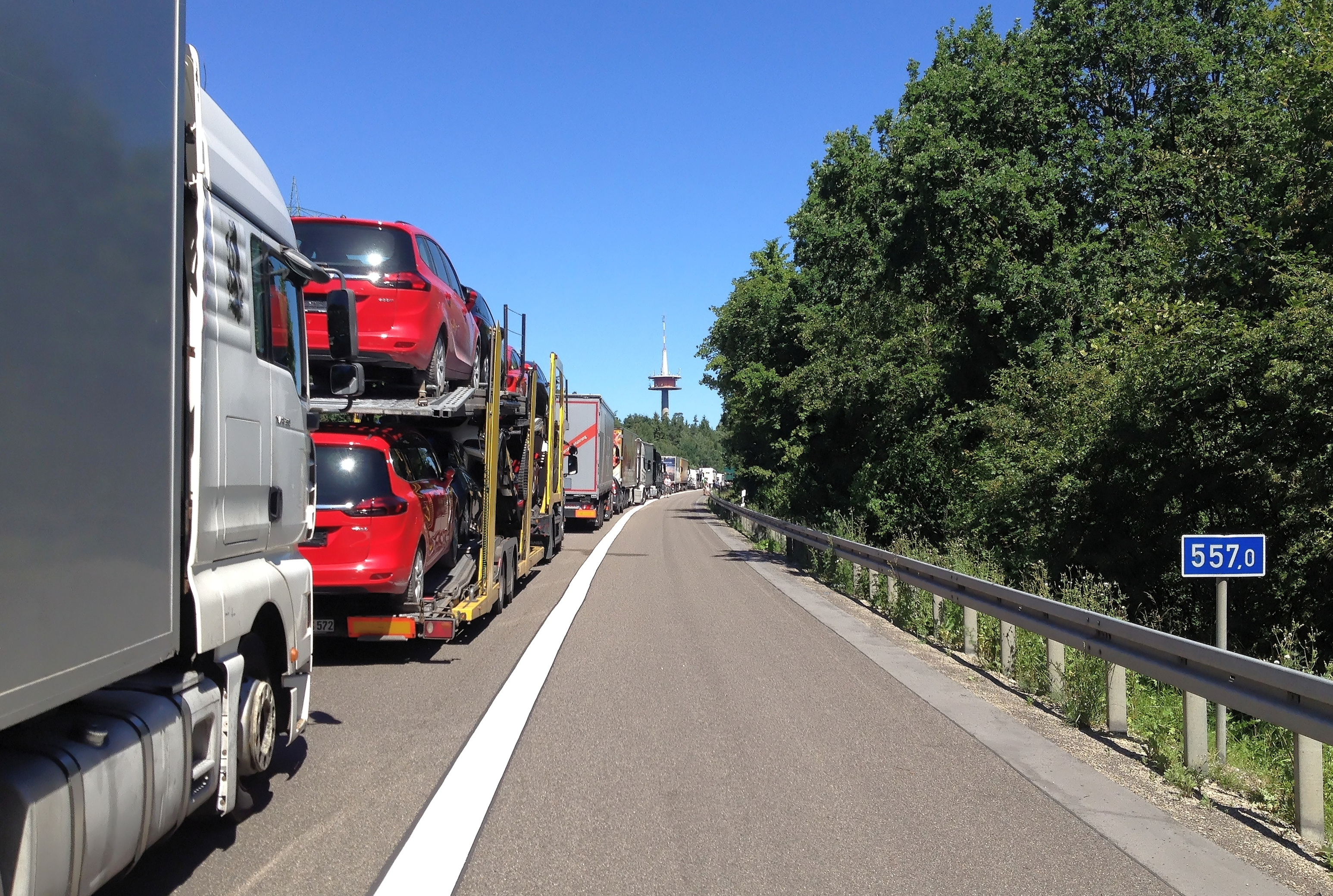
Corsia di emergenza in Germania

In aree residenziali, molti utenti vulnerabili, come pedoni e ciclisti, possono essere tutelati con interventi di moderazione del traffico. Gli schemi a condivisione degli spazi, che confidano su istinti umani e interazioni, come il contatto visivo, per la loro efficacia, e sono caratterizzate dalla rimozione dei segnali di transito tradizionali, e addirittura dalla rimozione della distinzione tra carreggiata e marciapiede, stanno diventando progressivamente più popolari. Entrambi gli approcci sembrano efficaci.
In ambito extraurbano, per aumentare la sicurezza e mobilità motoristica devono essere considerati alcuni aspetti progettuali. Questi interventi comportano costi crescenti di diverso tipo: forti spese, diminuzione o dissuasione esercitata sui viaggiatori non motorizzati, danni estetici. I benefici includono anche un più ampio spettro di opzioni occupazionali, culturali e di intrattenimento rispetto a quelli usufruiti da generazioni più limitate nelle loro possibilità di viaggio.
Le autostrade hanno le caratteristiche ingegneristiche migliori, e dunque sono tipicamente le strade più sicure per chilometro percorso, e contemporaneamente consentono maggiori velocità e migliore economia di combustibile (per vari aspetti altimetrici e di raggio di curvatura).
C'è qualche controversia sul modo di come la lobby motoristica è stata vista dominare l'agenda della sicurezza stradale. Alcuni attivisti della sicurezza stradale usano il termine "road safety"  per descrivere misure come la rimozione di alberi "pericolosi" e la separazione forzata dei "vulnerabili" (pedoni, ciclisti, motorini) in molte strade per avvantaggiare il traffico pesante. L'opinione di "sicurezza viaria" ortodossa fallisce nell'affrontare quello che il professore John Adams descrive come la metà superiore del termostato di rischio, le percezioni e atteggiamenti della comunità degli utenti viari.

#### Geometria delle strade
La geometria della strada è un fattore particolarmente importante nella sicurezza stradale. Da una parte strade tortuose possono aumentare il rischio di sbandamento e che il veicolo finisca fuori strada. Dall'altra parte, strade diritte aumentano il rischio che i veicoli viaggino a velocità troppo elevate e il rischio di colpi di sonno improvvisi.
Oltre alla tortuosità della strada, altri parametri geometrici che influenzano la sicurezza stradale sono:
- larghezza della carreggiata: una carreggiata più larga diminuisce il rischio di contatto tra due veicoli, il rischio di urto con elementi fuori dalla carreggiata e di finire fuori strada
- pendenza: le strade in discesa aumentano la velocità dei veicoli, mentre le strade in salita la diminuiscono; variazioni di pendenza improvvise, quali dossi, diminuiscono la visibilità aumentando così il rischio di impatto
- forma della sezione: spesso le strade hanno una sezione convessa, in modo da spingere l'acqua verso i lati, facilitandone il drenaggio; una sezione convessa invece aumenta il rischio di pozze d'acqua e quindi di aquaplaning
- angolo di inclinazione delle curve: durante il passaggio di curve, il veicolo è soggetto ad una forza centrifuga che lo spinge verso l'esterno; per diminuire questo effetto, spesso le curve sono progettate in modo che la parte interna della curva sia più bassa; ciò permette di compensare, almeno in parte, l'effetto della forza centrifuga.

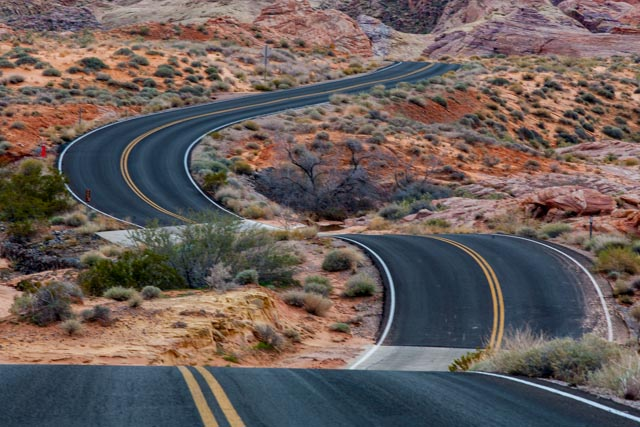
Dossi e curve su una strada nel Nevada
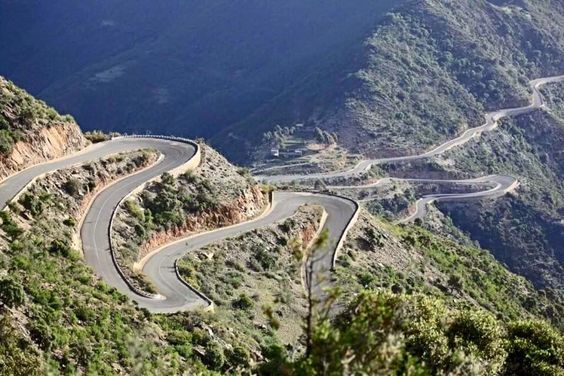
Strada di montagna in Eritrea
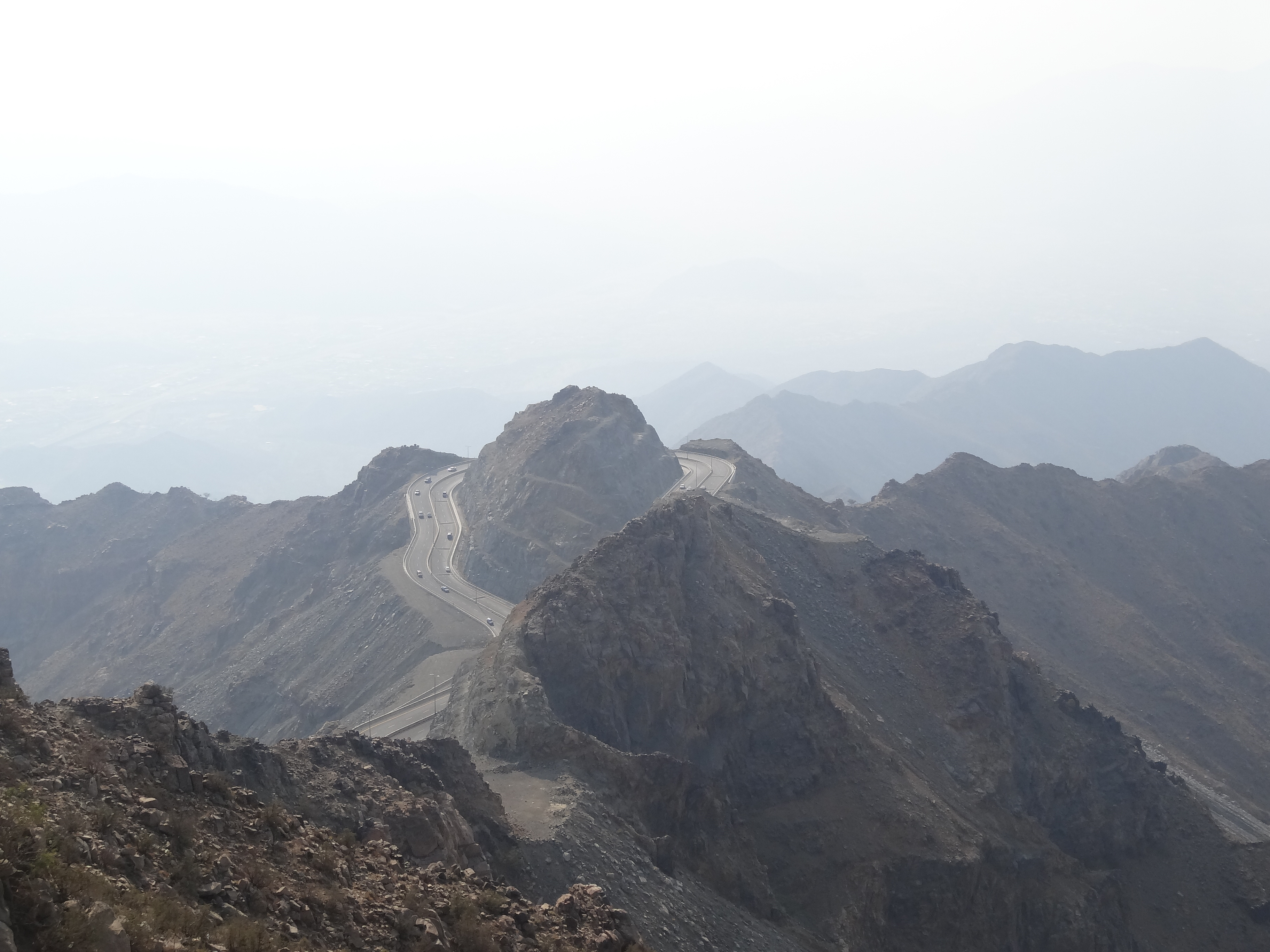
Strada di montagna in Arabia Saudita
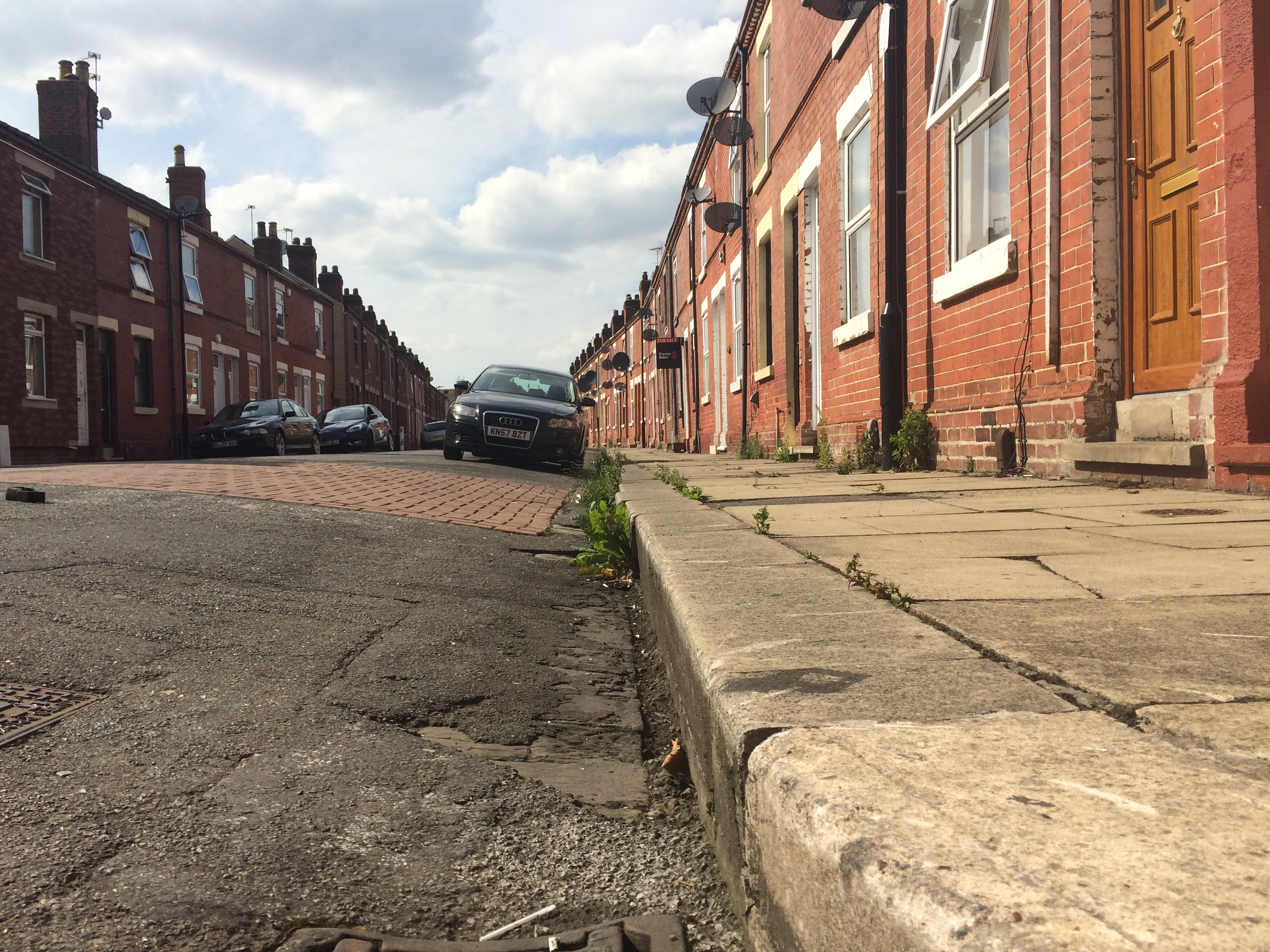
Strada a sezione convessa per facilitare il drenaggio dell'acqua dai lati
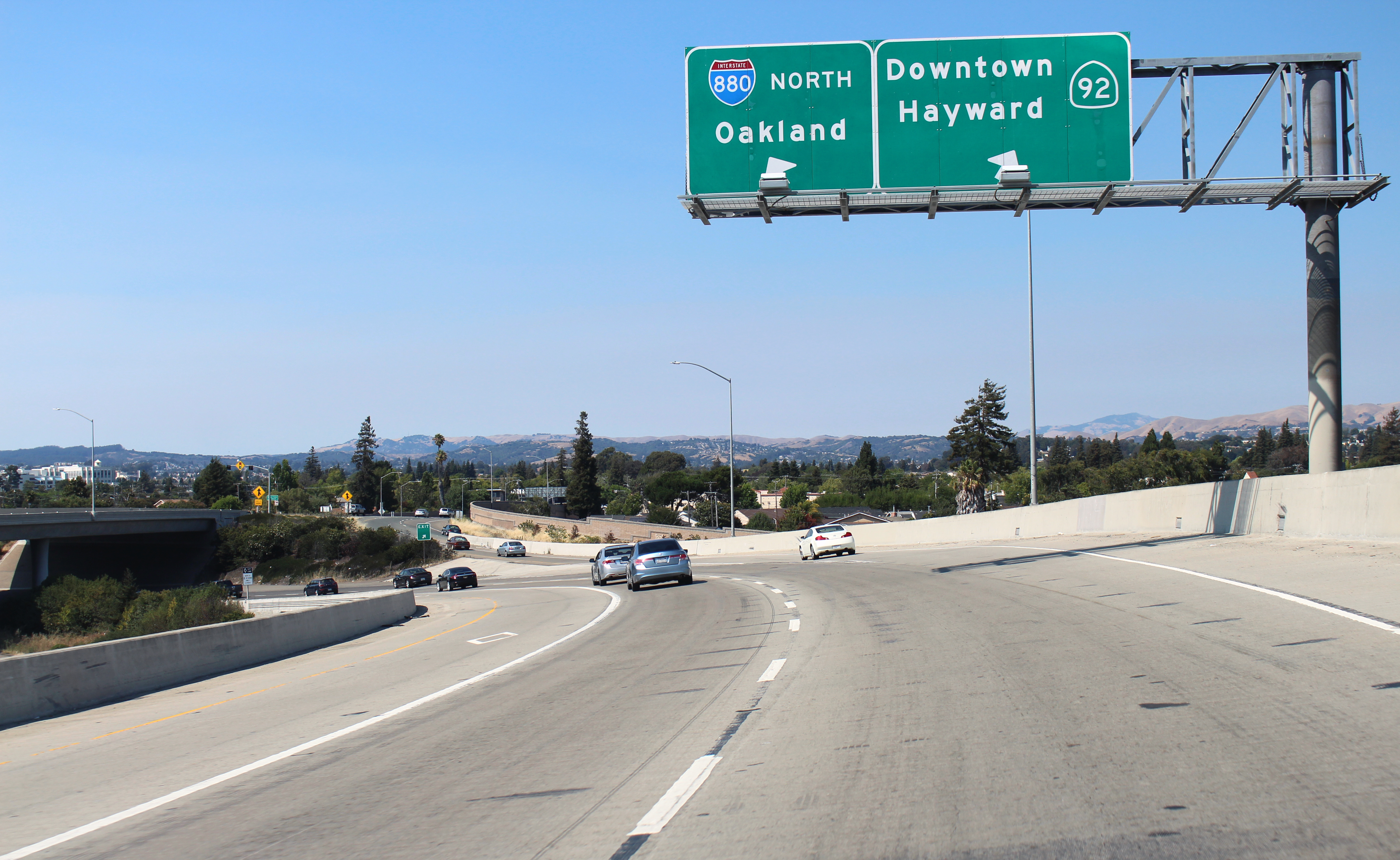
Esempio di curva stradale inclinata verso l'interno per diminuire l'effetto della forza centrifuga

#### Sicurezza dell'asfalto
Compito dell'asfalto stradale è quello di garantire che gli pneumatici abbiano il corretto attrito con la strada, evitando così perdita di aderenza e sbandamenti.
L'asfalto drenante presenta una maggiore porosità che favorisce un migliore drenaggio dell'acqua, diminuendo così il rischio di "scivolamento sull'acqua" (aquaplaning).
Considerato che le condizioni dell'asfalto peggiorano nel tempo, richiedendo, in tempi più o meno lunghi, la manutenzione e il rifacimento della pavimentazione stradale, una maggiore resistenza dell'asfalto, garantendo un buono stato dell'asfalto, ne migliora la sicurezza. A tale proposito, è stato messo a punto una tipologia di asfalto ad alta resistenza, ottenuto miscelando all'asfalto la gomma di pneumatici usati. Tale soluzione è inoltre vantaggiosa per l'ambiente, in quanto gli pneumatici sarebbero altrimenti difficili da smaltire.
Un'altra soluzione che permette di aumentare la vita e quindi la sicurezza dell'asfalto è il cosiddetto "asfalto autorigenerante", che in caso di fessurazioni si ripara da solo.

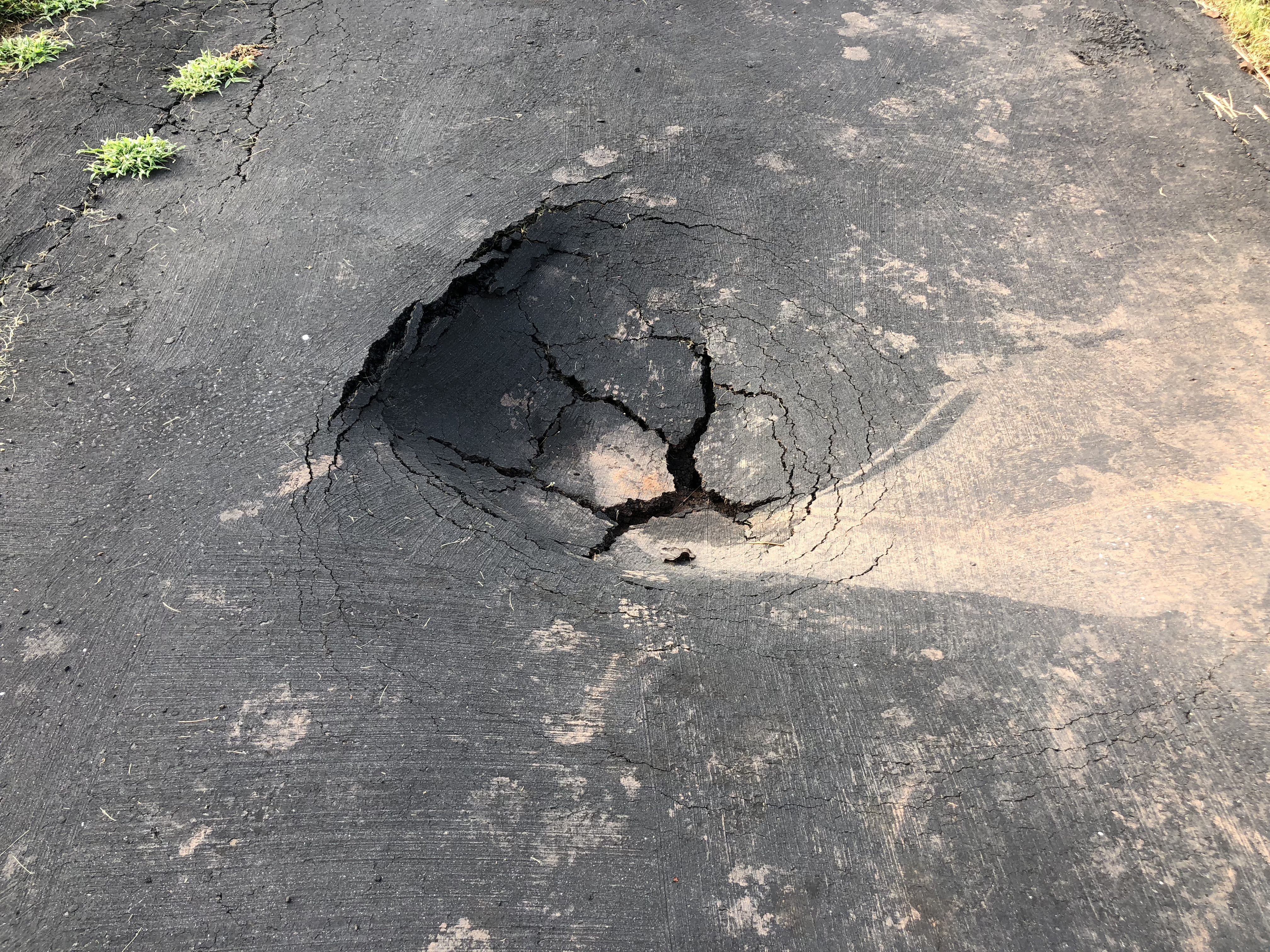
Buca sull'asfalto in una strada a Oak Hill, Virginia
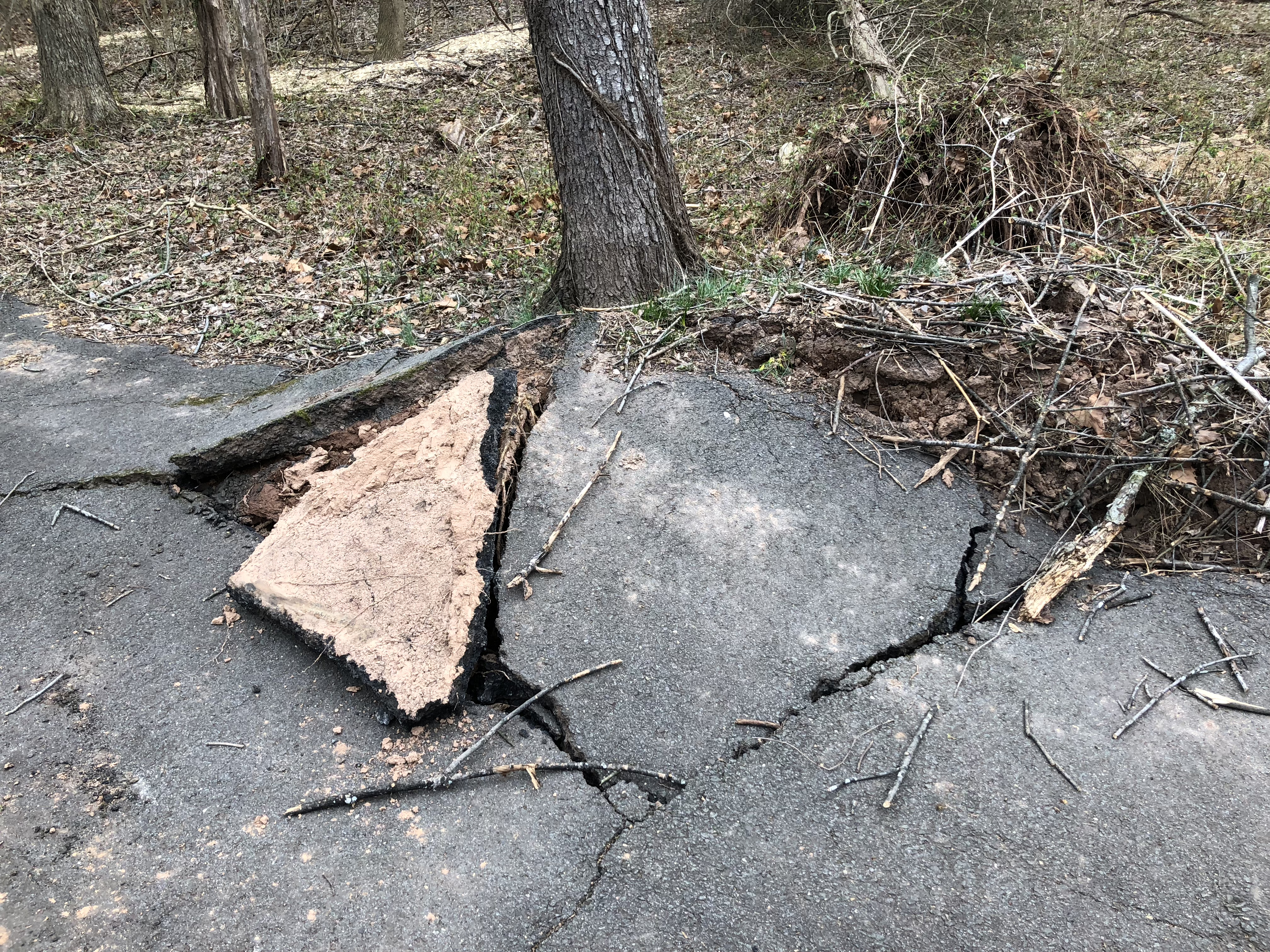
Rottura dell'asfalto associata alla crescita di un albero presente in prossimità della strada
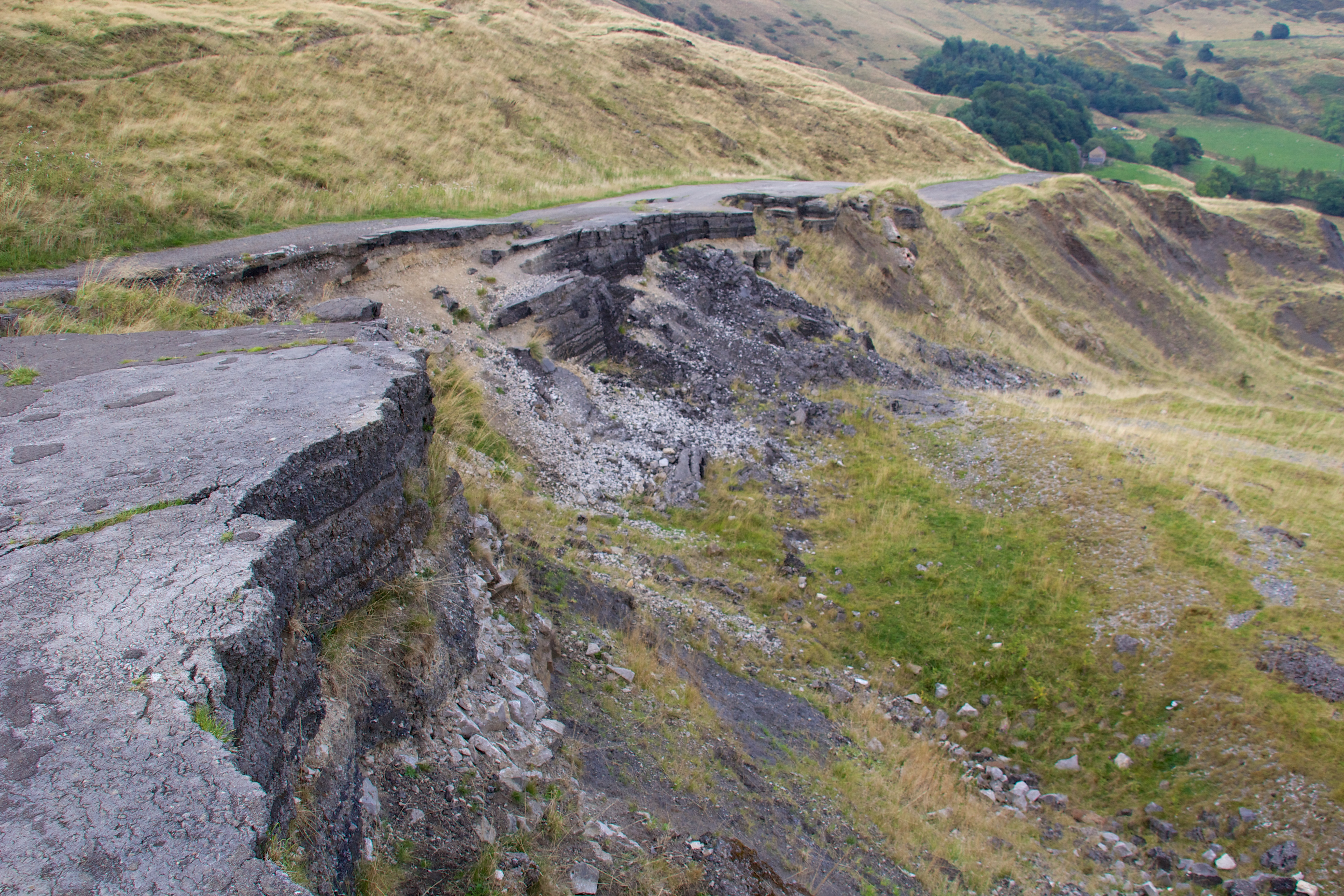
Manto stradale crollato a Castleton, Derbyshire
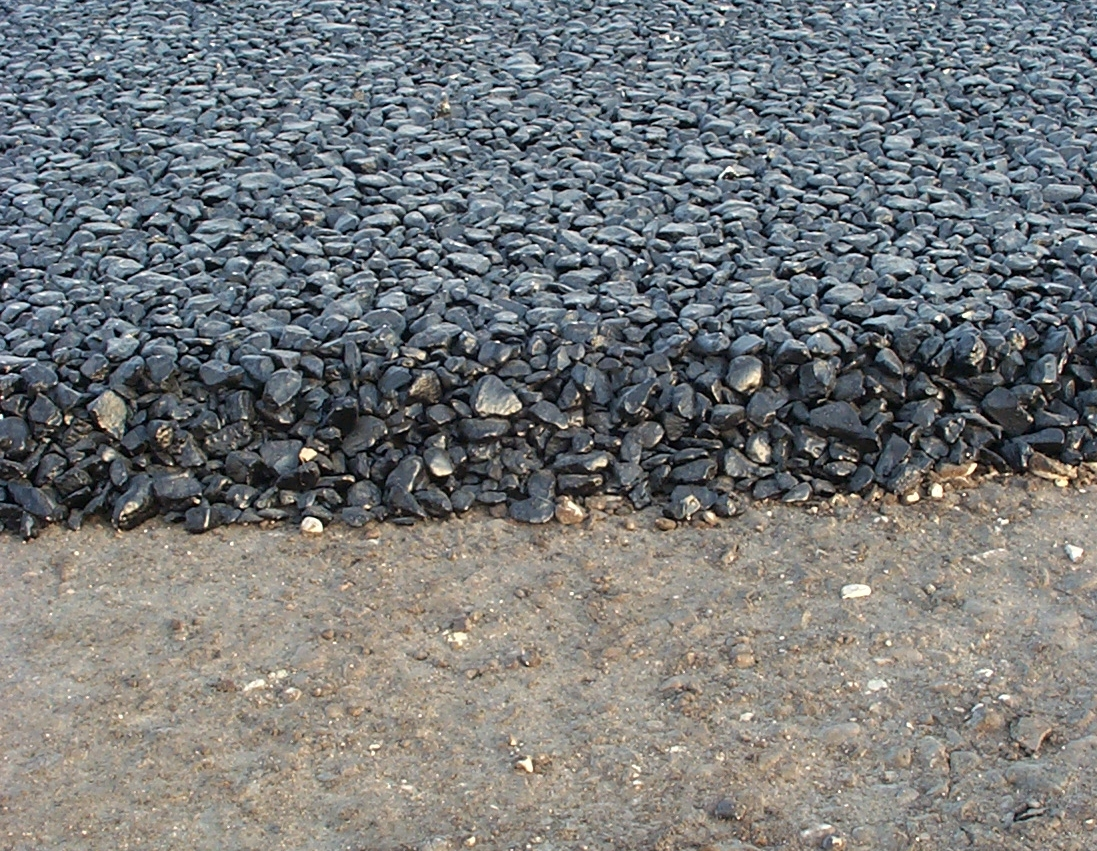
Asfalto drenante

#### Intersezioni stradali e interazioni dei veicoli
Le intersezioni stradali, assieme alle interazioni dei veicoli ad elevata velocità, sono state individuate come le maggiori cause di incidenti stradali negli Stati Uniti.
Per ridurre il rischio di incidenti in corrispondenza delle intersezioni stradali, esistono varie misure di sicurezza, tra cui:
- regole di precedenza e appositi segnali stradali (ad esempio: segnale di stop, segnale di obbligo di dare precedenza, segnale di diritto di precedenza)
- corsie di accelerazione per immettersi in maniera più sicura nelle autostrade
- semafori
- rotatorie

Rispetto ai semafori, le rotatorie sono più sicure per le autovetture, e spesso (ma non sempre) migliorano la fluidità del traffico. Le rotatorie possono invece non essere altrettanto sicure per i ciclisti, per i quali è bene che siano predisposti dei percorsi ciclabili ai lati della rotatoria, ove possibile.

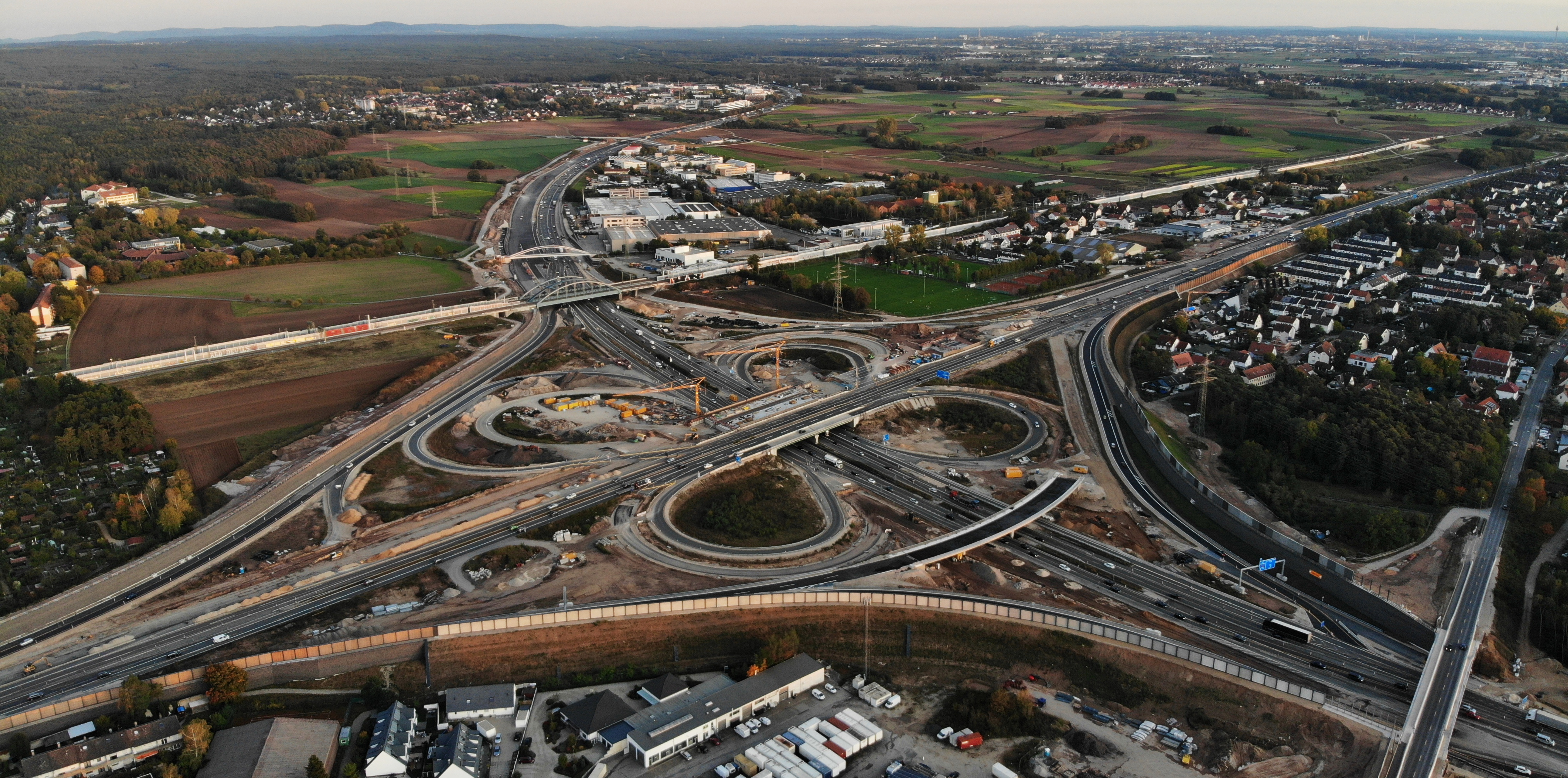
Svincolo autostradale in Germania
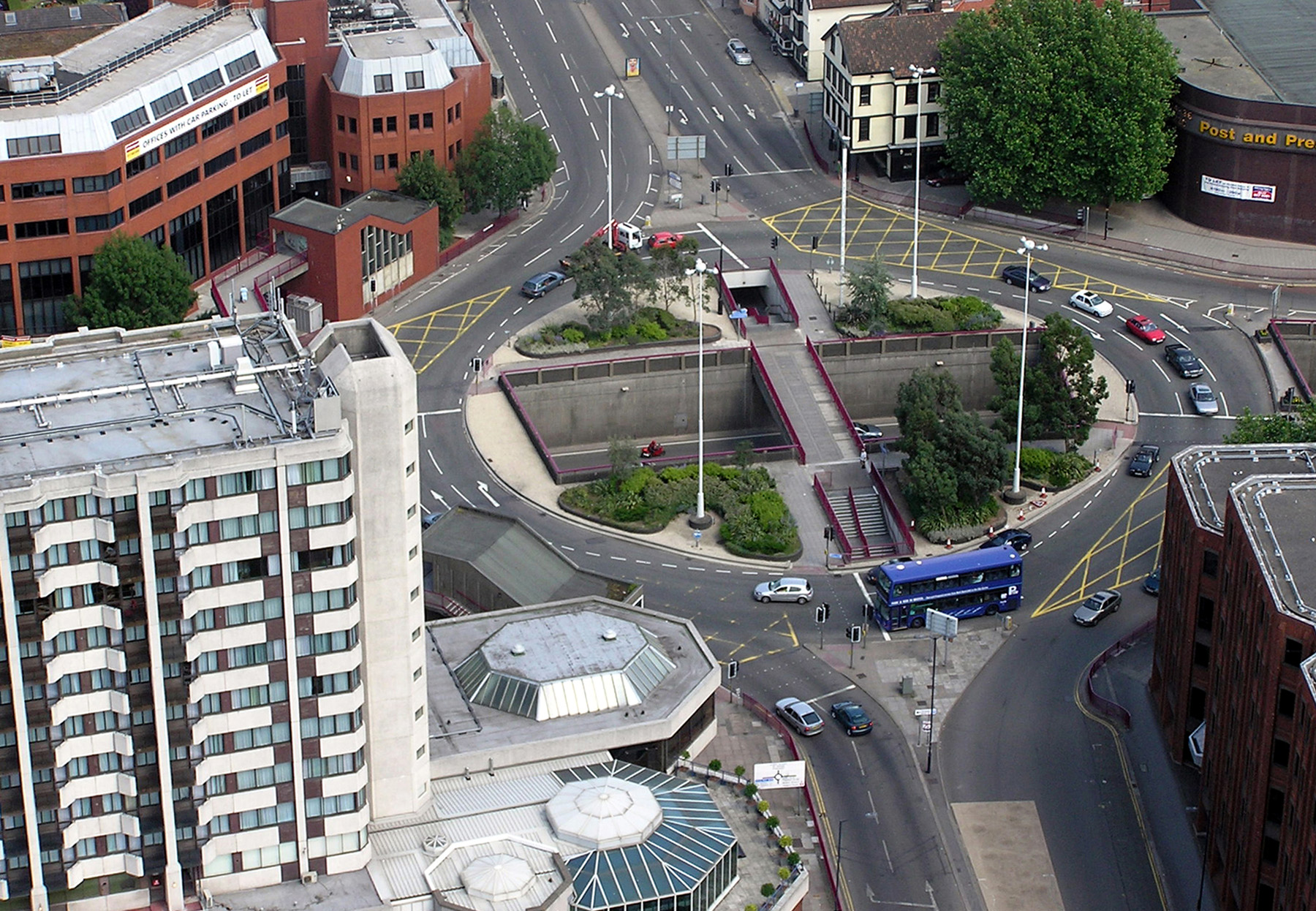
Rotatoria a Bristol (in senso orario)
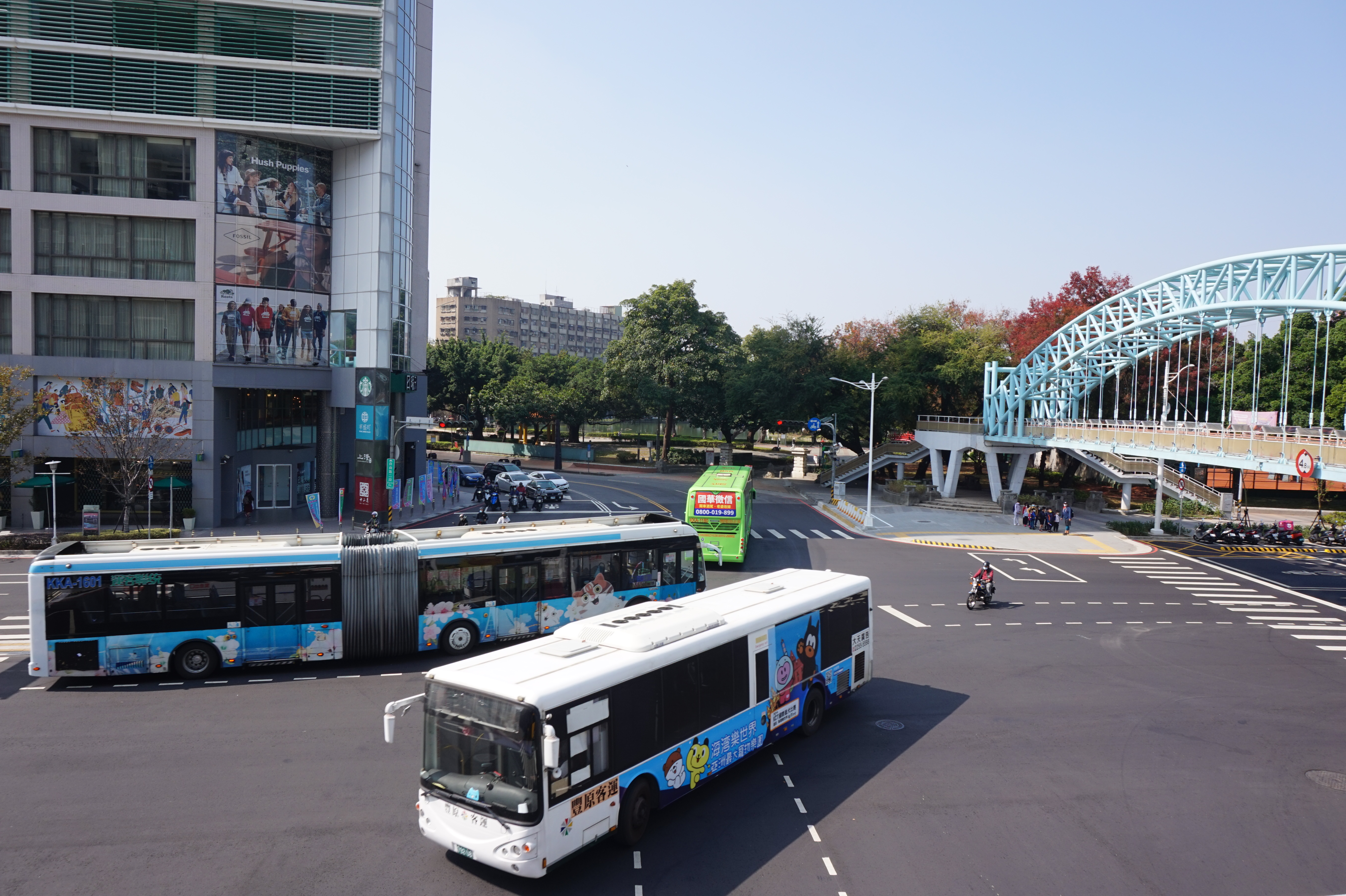
Bus in un'intersezione stradale a Taichung, Taiwan
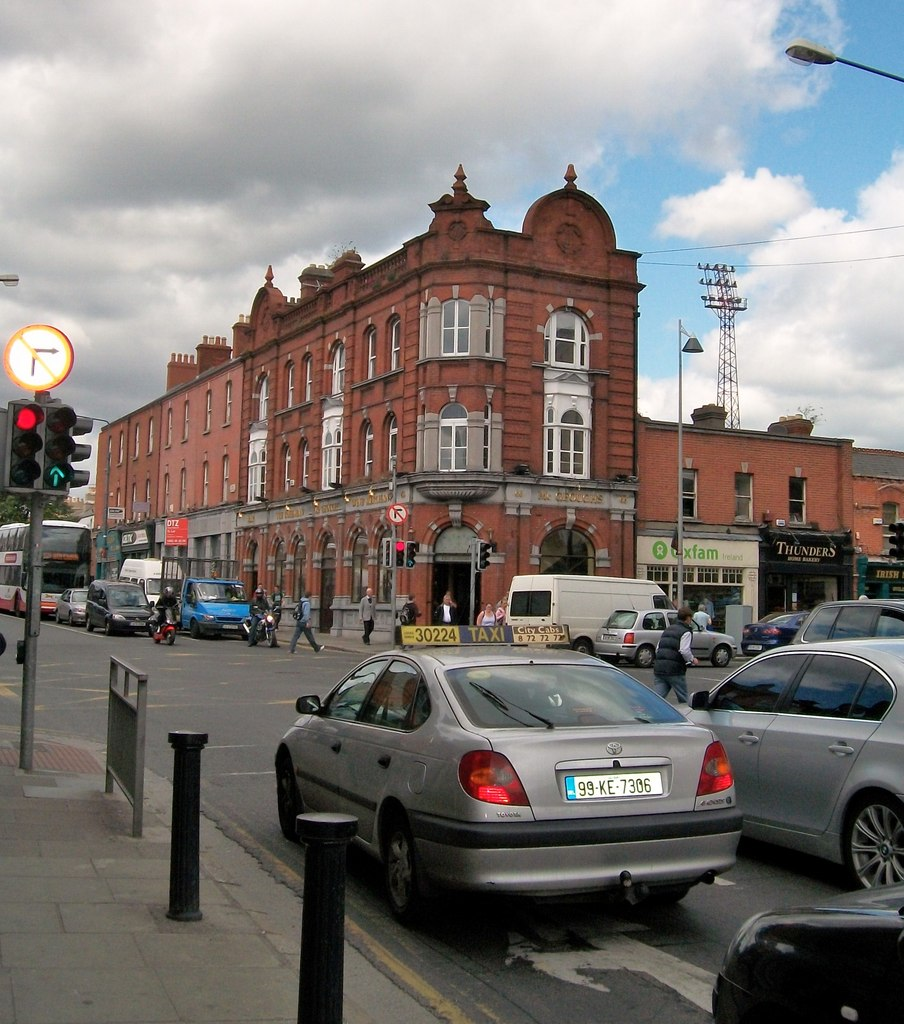
Incrocio stradale tra North Circular Road e Phibsborough Road, a Dublino

#### Guida notturna e illuminazione

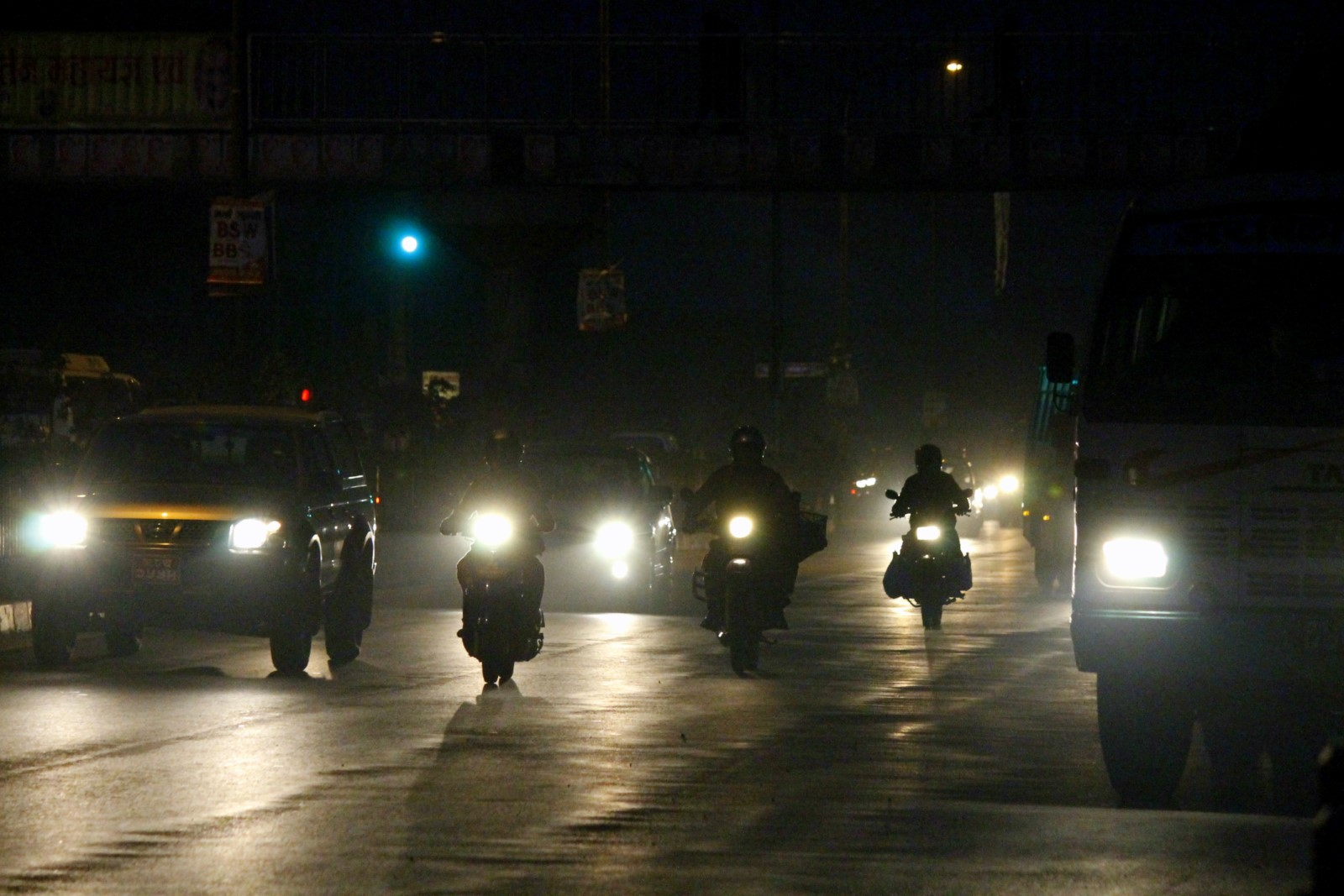
Traffico veicolare durante le ore notturne in una strada a Gatthaghar (Nepal).

Un'adeguata e corretta illuminazione notturna è particolarmente importante per la sicurezza degli utenti della strada (guidatori, passeggeri, ciclisti e pedoni). Secondo i dati della Royal Society for the Prevention of Accidents, sebbene tra le 19:00 e le 8:00 il numero di viaggi in auto sia il 25% del totale, il numero di incidenti in tale intervallo di tempo è pari al 40%. La guida notturna dunque rappresenta un fattore di rischio per sicurezza stradale.
Uno studio in Nuova Zelanda ha rilevato, in seguito al miglioramento della qualità dell'illuminazione stradale, una diminuzione di almeno il 30% del numero di incidenti.
L'illuminazione delle strade a traffico motorizzato e non motorizzato è regolamentata da normative di legge e documentazione tecniche specifiche.

#### Interventi in caso di ghiaccio e neve
Il ricorso a soluzioni saline  aumenta notevolmente la sicurezza del traffico sulle strade d'inverno quando si forma il ghiaccio soprattutto nelle ore notturne rendendo il manto stradale estremamente scivoloso perché causato dall'umidità gelata che insieme a temperature vicine al punto di congelamento rappresentano un pericolo mortale per la sicurezza stradale. Non appena cade la neve con conseguente rischio di formazione di ghiaccio è stato sperimentato nel nord Europa l'utilizzo del sale umido (Feucht-Salz) che viene, appunto,  inumidito prima di essere sparso. In tal modo il sale aderisce meglio alla strada, non viene spazzato via velocemente dai veicoli rimanendo di più sulla strada.
Chiamato FS 100 consiste nello spruzzare la soluzione salina pura sulla strada; una salamoia composta per l'80% da acqua e per il 20% da sale. Questo sistema è stato sperimentato a Mendig, nella Renania-Palatinato. Il fatto di distribuire acqua nelle strade a temperature intorno al punto di congelamento può sembrare a prima vista una contraddizione, ma negli ultimi anni questa tecnica è risultata vincente per il fatto che si ha bisogno del sale sulla strada e non sui bordi.
La salamoia si distribuisce molto bene e non viene più soffiata a destra e a manca, rimanendo esattamente dove serve. Si crea in tal modo anche una variazione dell'orario di lavoro, il personale addetto alle spargisale e spazzaneve ha turni di lavoro e di riposo diversificati. La soluzione salina garantisce che non si verifichi gelo per almeno 24 ore. La più lunga durata fra un trattamento e l'altro ha per conseguenza il fatto che il personale possa essere impiegato, in inverno, per la rimozione di alberi e arbusti che ingombrano le carreggiate. Il servizio invernale preventivo FS 100 rappresenta quindi una sicurezza per i guidatori divenendo possibile prevenire i tragici incidenti causati dai fondi scivolosi ghiacciati.

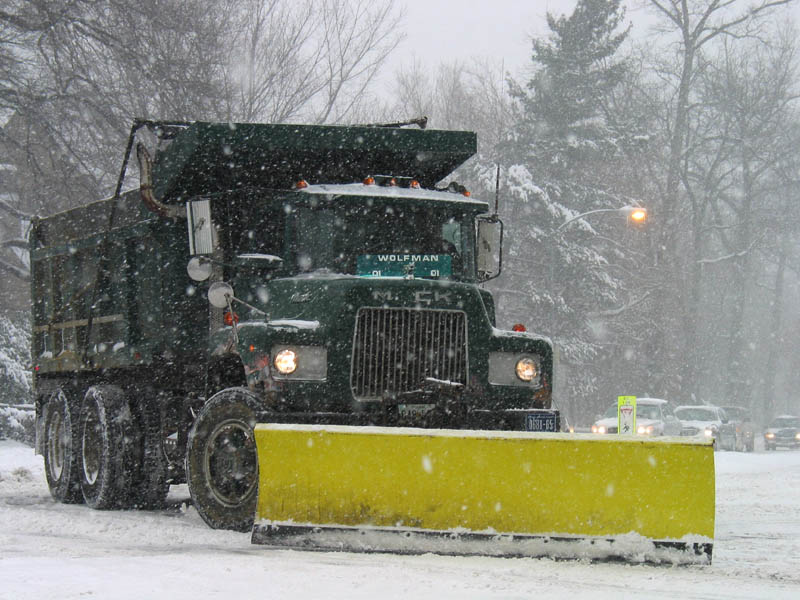
Spazzaneve montato su di un autocarro su di una strada principale di Washington
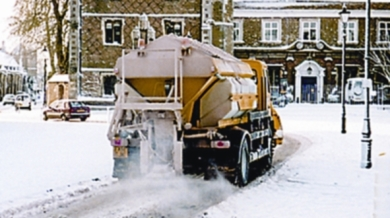
Spargisale in azione
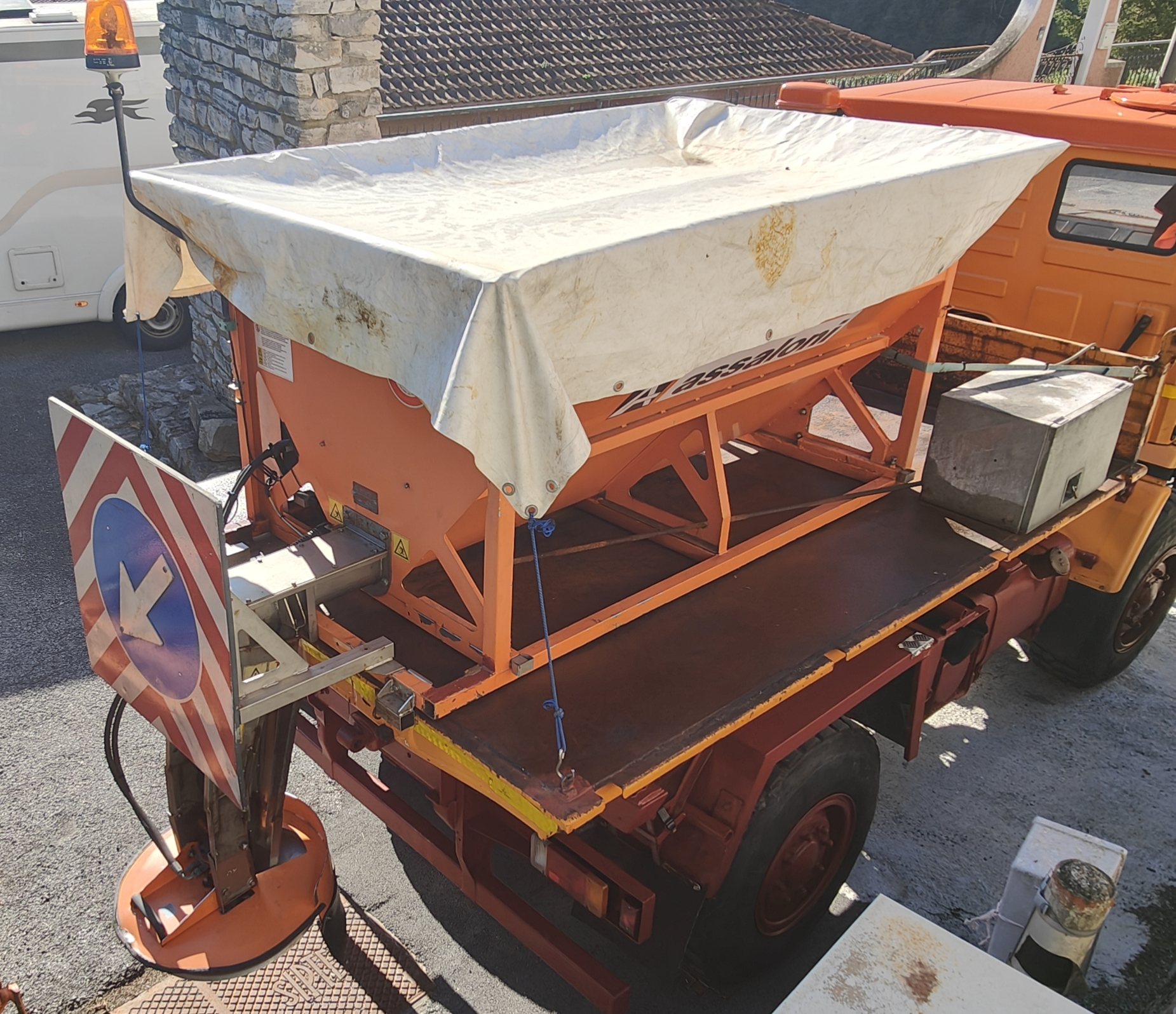
Particolare di spargisale con tramoggia montato su un Iveco 80.14. 4x4
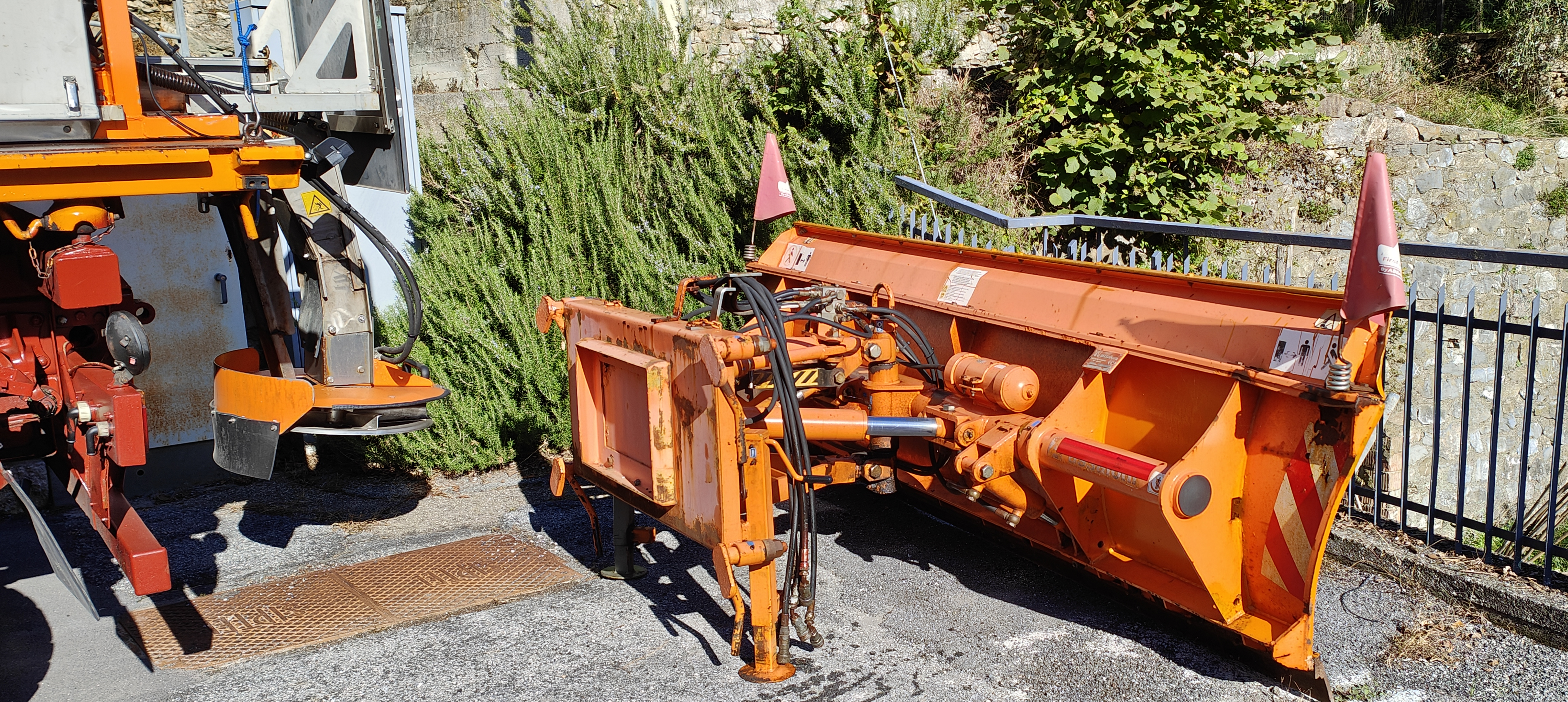
Vomere sgombraneve da 855 kg. pronto per essere montato in caso d'emergenza neve

#### Sicurezza delle autostrade
Le autostrade e superstrade hanno i più alti standard progettuali per quanto riguarda la velocità, la sicurezza e il risparmio di carburante. Le autostrade sono associate a standard di sicurezza più alti rispetto ad altri tipi di strade per vari motivi:
- proibiscono l'accesso a utenti della strada vulnerabili;
- proibiscono l'accesso a veicoli molto lenti, riducendo così le differenze di velocità e la potenziale velocità di impatto nel flusso di traffico che procede nella stessa direzione;
- separando i flussi opposti di traffico con divisori mediani oppure spartitraffico anticollisione, in questo modo riducono la potenziale velocità di impatto associata a collisioni tra veicoli provenienti da opposte direzioni;
- separano il traffico di attraversamento, sostituendo le intersezioni con distributori, interscambi o rotatorie, e dunque riducono la potenziale velocità di impatto laterale, che è la sezione più vulnerabile del veicolo (gli impatti laterali sono anche responsabili dei più severi traumi cranici);
- rimuovono gli ostacoli ai lati delle strade.

Le autostrade sono molto più costose da costruire e occupano molto più spazio rispetto ad altre strade, dunque sono costruite dove servono come rotte portanti principali. Nei paesi sviluppati le autostrade portano una significativa porzione del traffico motorizzato.
La proporzione del traffico portato dalle autostrade è un fattore significativo di sicurezza. Ad esempio, anche se il Regno Unito ha una maggiore percentuale di incidenti sia sulle autostrade sia sulle altre strade rispetto alla Finlandia, entrambi gli stati nel 2003 condividevano la stessa percentuale di mortalità generale nel 2003. Questo risultato era dovuto alla maggiore proporzione di utilizzo delle autostrade nei viaggi nel Regno Unito.
Allo stesso modo, un traffico più fluido sulle autostrade riduce le collisioni e migliora l'economia di carburante, anche se questo vantaggio si riduce con l'incremento progressivo dei limiti di velocità.
Il miglioramento della sicurezza e dell'economia di carburante sono spesso citati come una buona giustificazione per la costruzione di ulteriori autostrade e superstrade. Comunque, di solito, la capacità programmata di traffico di queste strade viene spesso superata in un breve lasso di tempo, inferiore allo sperato, questo dovuto alla sottostima dell'entità della domanda repressa di traffico stradale. Nei paesi in via di sviluppo, esiste un significativo dibattito pubblico sull'opportunità dell'intraprendere continui investimenti in autostrade.
Nel mondo le autostrade sono soggette a un ampio intervallo di regolamentazione dei limiti di velocità.

### Sicurezza dei veicoli
Alcune misure di sicurezza adottate sui veicoli stradali includono:
- protezione fornita dalla carrozzeria e scocche di sicurezza, che proteggono il guidatore dall'intrusione nell'abitacolo di oggetti in caso di impatto, e zone di deformazione, che assorbono l'energia di collisione
- luci di segnalazione (indicatori di direzione, luci di arresto, luce di retromarcia, luci di emergenza, ecc.)
- segnalatori acustici (clacson per gli autoveicoli e motoveicoli, campanello per bicicletta, ecc.)
- specchietti retrovisori e laterali
- cinture di sicurezza
- airbag
- catene da neve
- gomme termiche
- spatola antighiaccio
- ABS
- ESP
- ASR
- roll-bar o altra struttura di protezione contro il ribaltamento (Rollover protection structure o ROPS)
- dispositivi di emergenza e primo soccorso, tra cui: triangolo di emergenza, estintore, kit di primo soccorso, torcia di illuminazione, ruotino di scorta, crick e chiave
- test di sicurezza obbligatori per veicoli di una certa età (revisione) e test di sicurezza periodici indicati dal fabbricante (tagliando)

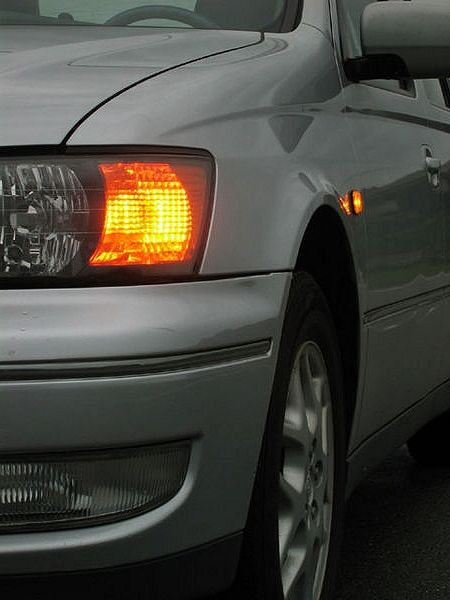
Indicatori di direzione
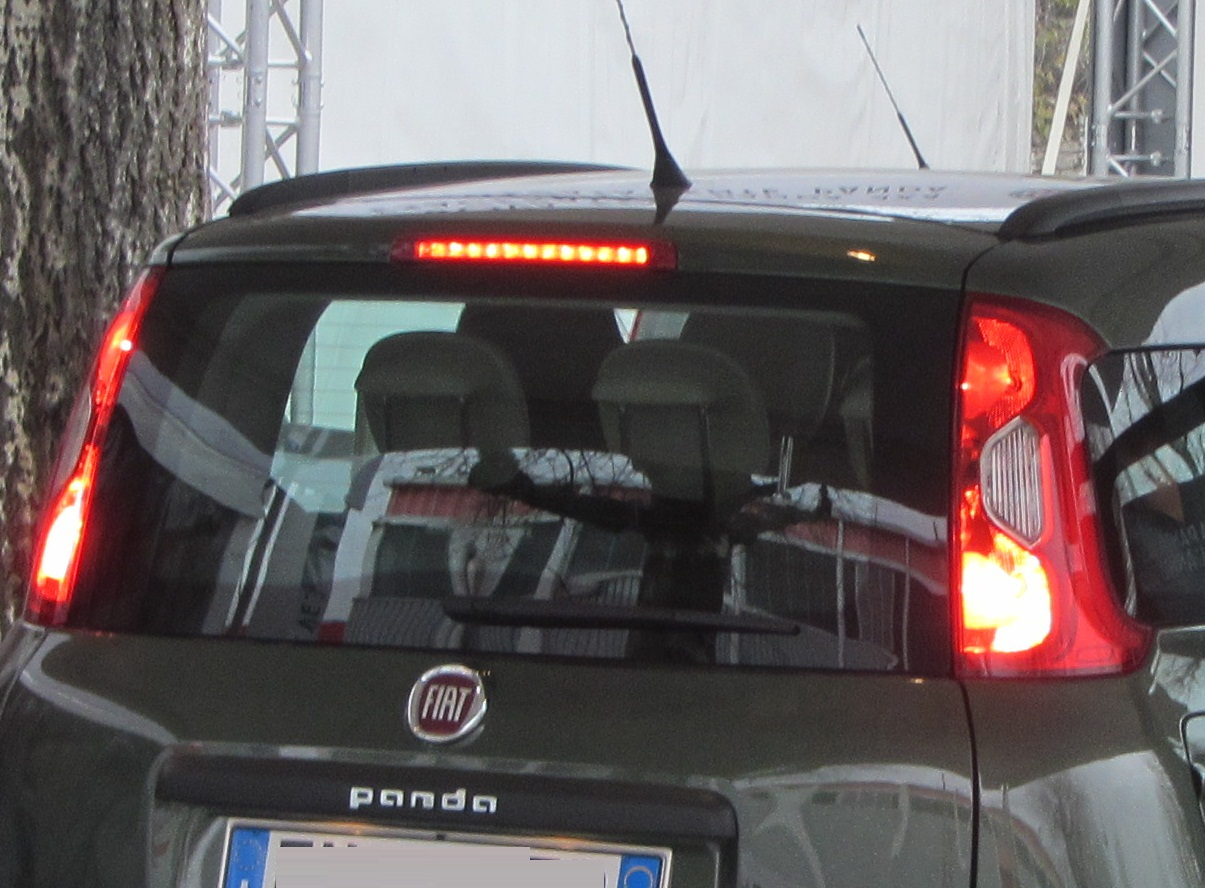
Luci di arresto
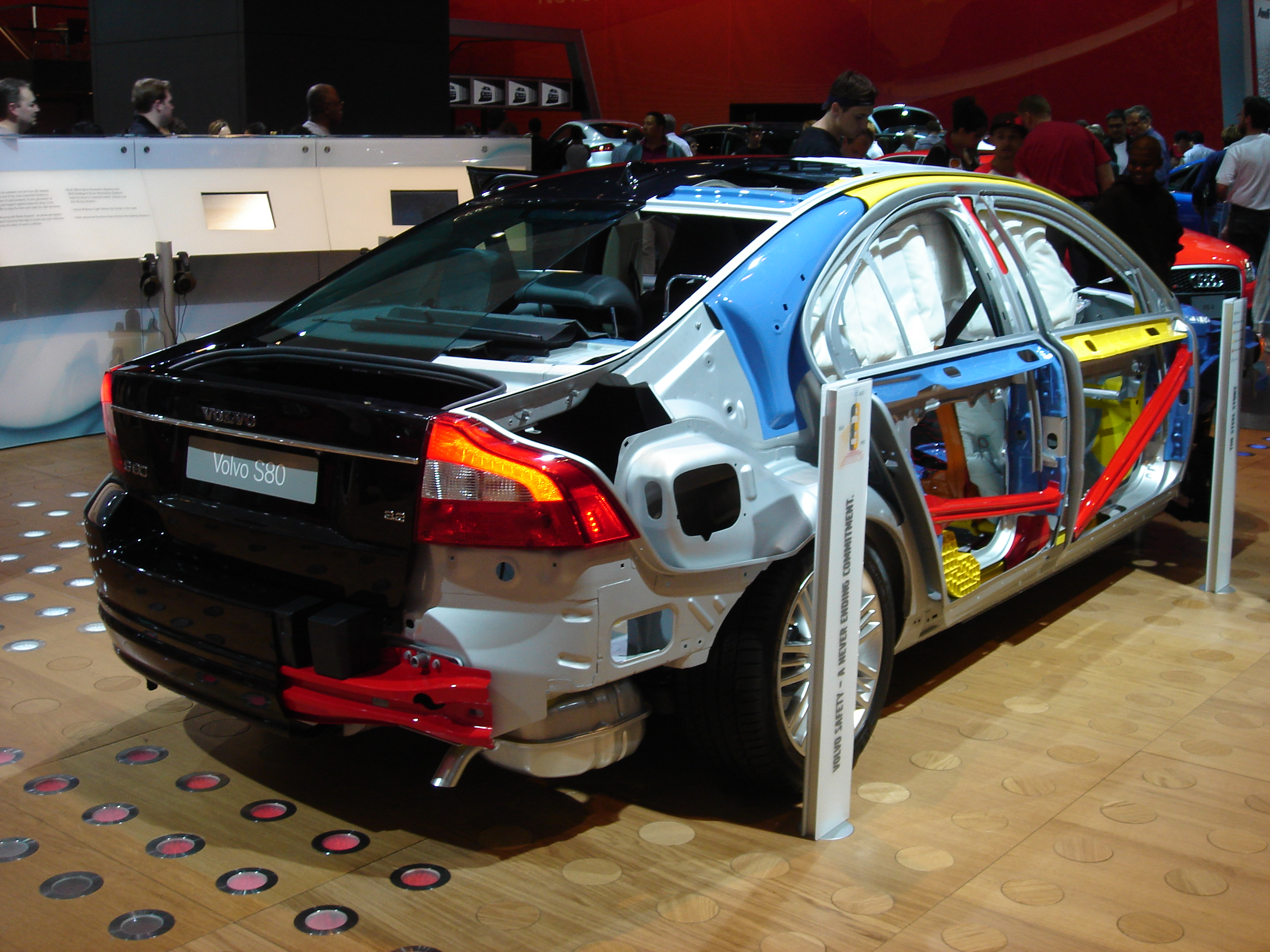
Protezione dagli impatti laterali (Side Impact Protection System)
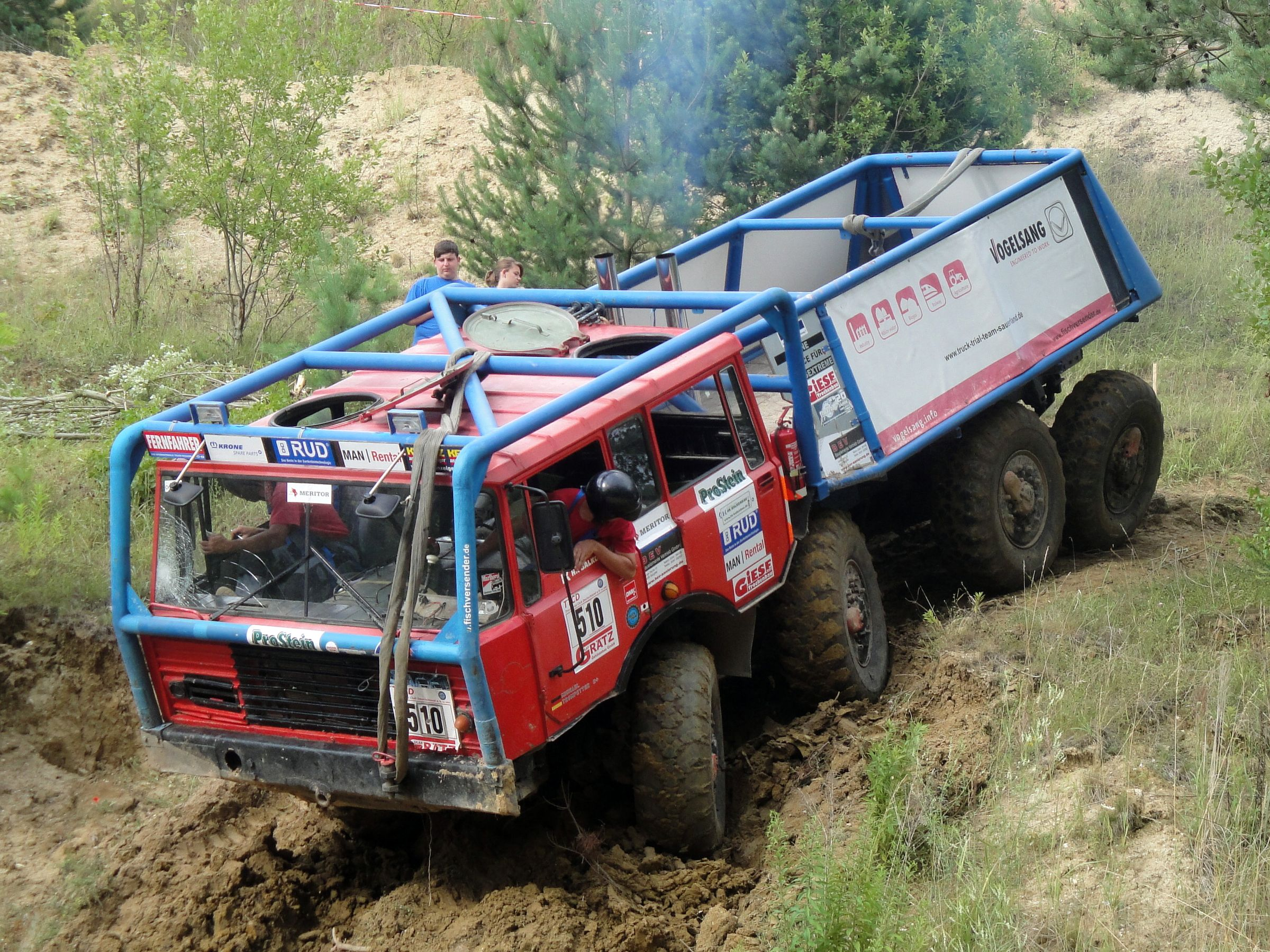
Veicolo con struttura di protezione contro il ribaltamento (Rollover protection structure o ROPS)
Schema del cruise control adattivo: l'auto rossa mantiene automaticamente una distanza di sicurezza dall'auto blu.
Confronto tra la luce proiettata da un faro senza AFL (A) e con AFL (B).
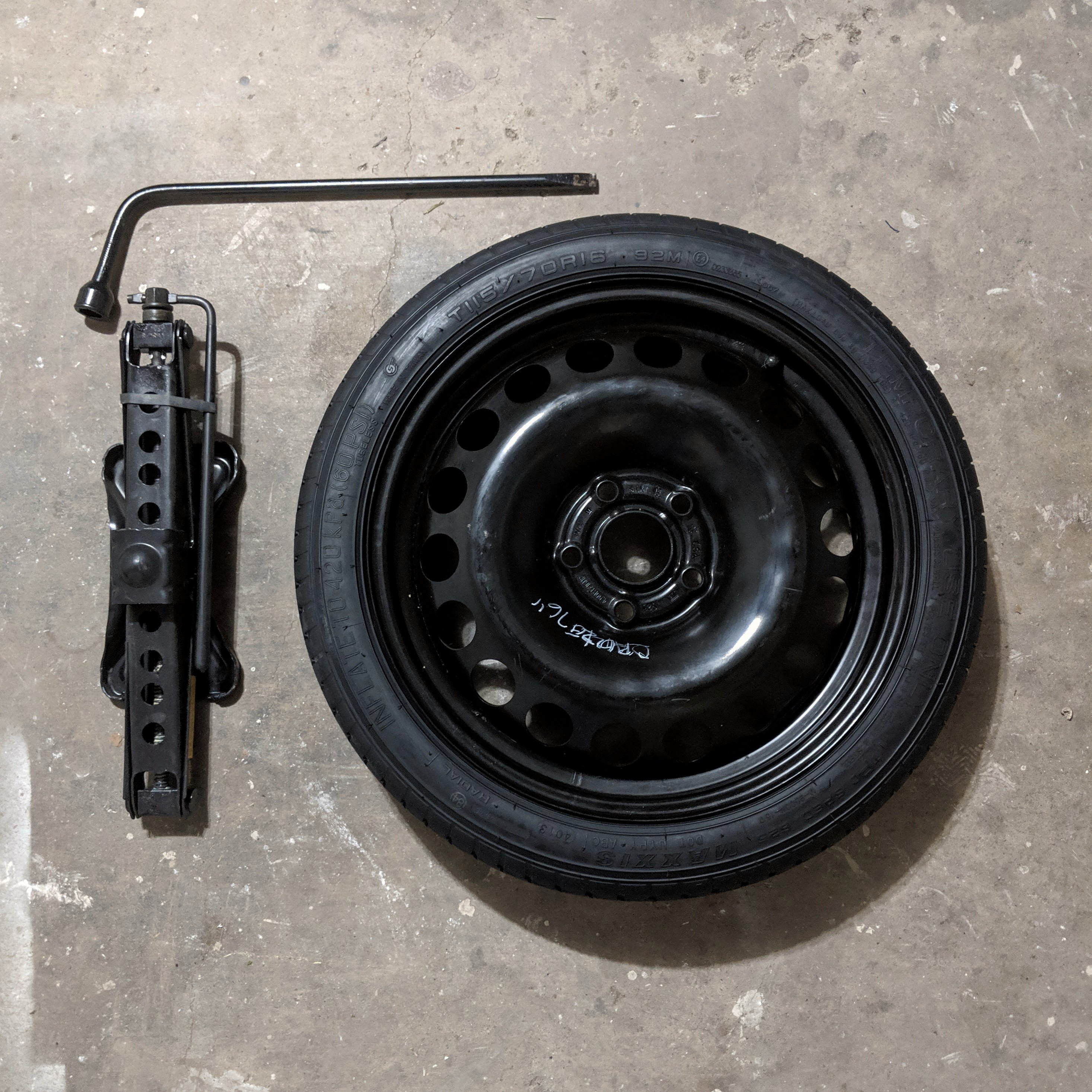
Ruota di scorta, crick e chiave per cambio ruota

### Barriere stradali
Una barriera di sicurezza è un dispositivo di ritenuta posto al fine di contenere e redirigere i veicoli uscenti dalla carreggiata e migliorare la sicurezza stradale.
Può essere realizzato con sistema guard rail o con barriere New Jersey a seconda dei casi specifici regolati dalla normativa.
La soluzione con guard rail può prevedere l'impiego di materiali quali acciaio o legno. La soluzione in acciaio è spesso realizzata con montante a cui è collegato un nastro bi-onda o tri-onda.
Questo tipo di soluzione, efficace per i veicoli a quattro o più ruote, può risultare mortale per i motociclisti in seguito ad una caduta, a causa dei montanti che, se presentano un tratto libero troppo alto rispetto al terreno, possono tramutarsi in altrettante ghigliottine.

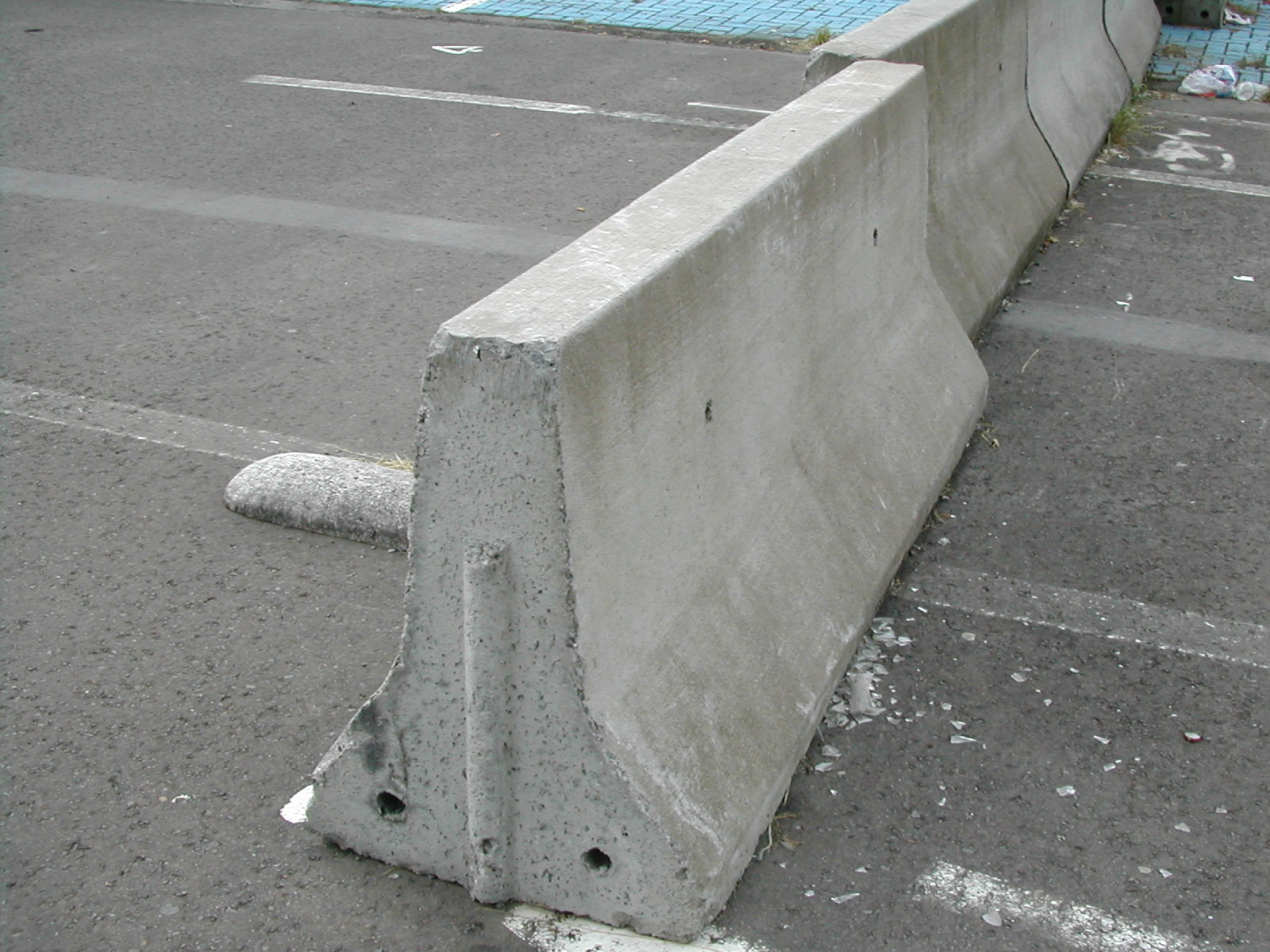
Barriera Jersey in calcestruzzo
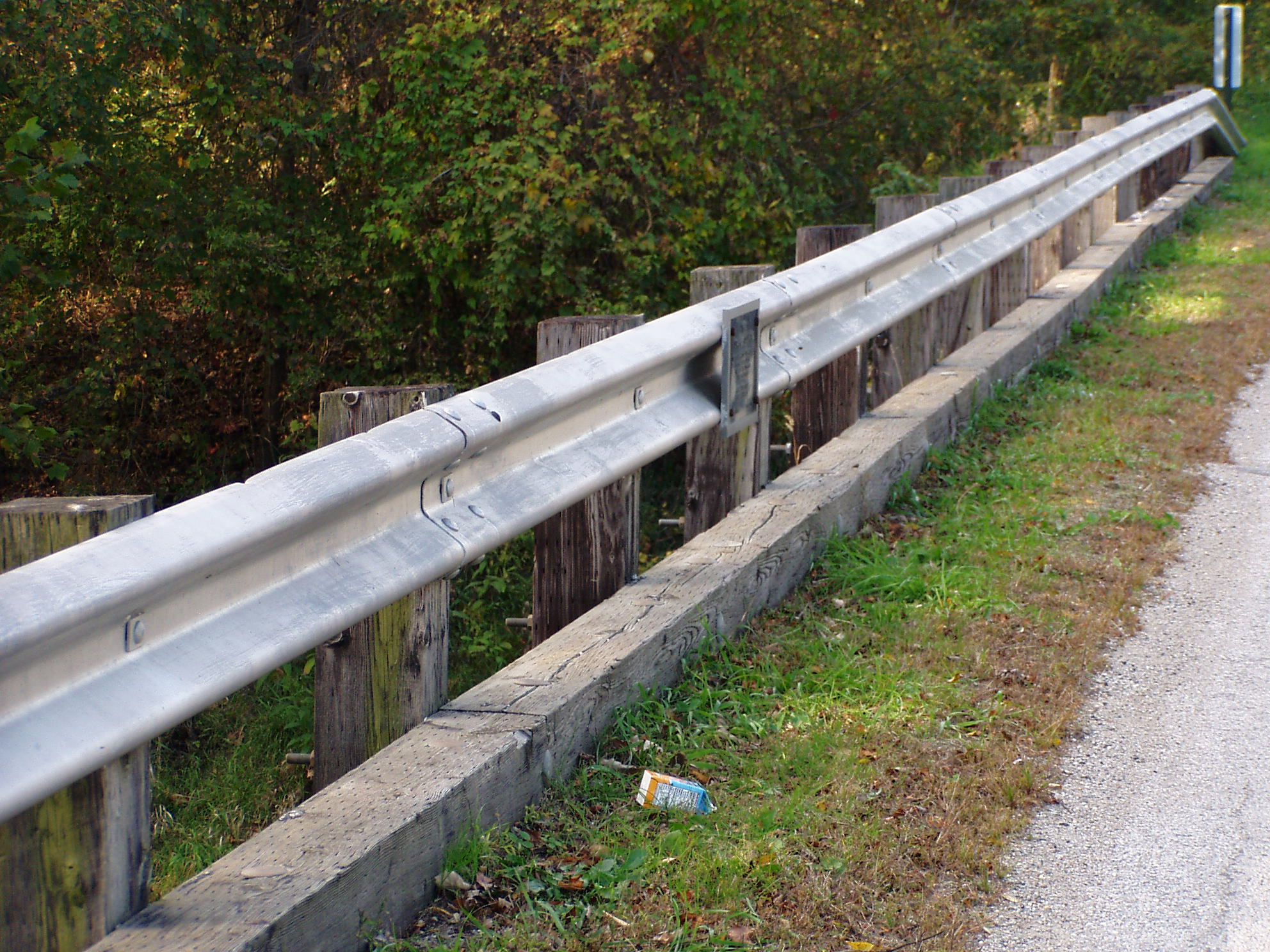
Guard rail
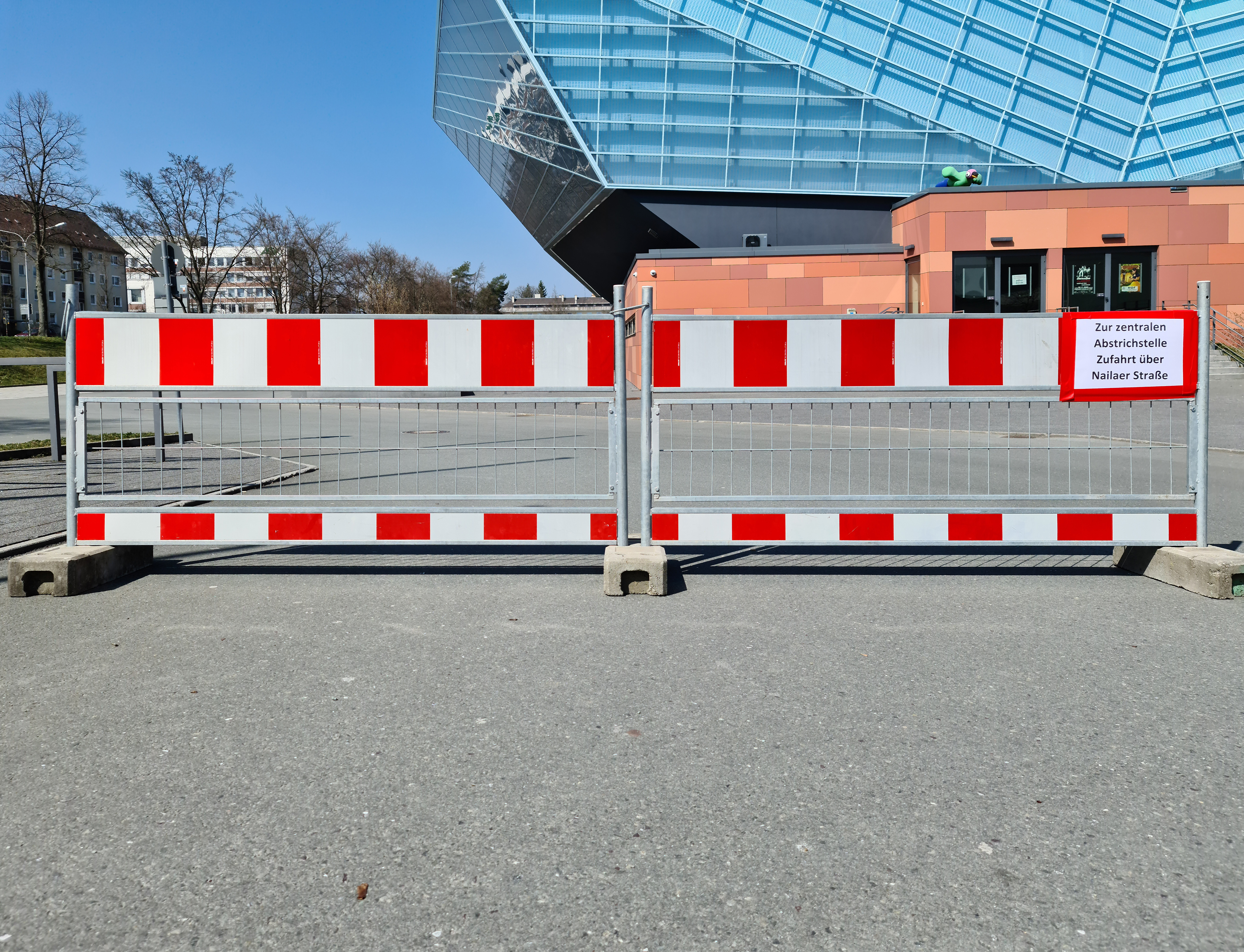
Transenne

### Interferenze con il trasporto stradale
La sicurezza stradale è influenzata e influenza la sicurezza di altri luoghi che si trovano nei pressi delle strade. Alcuni esempi di interferenze sono:
- Persone vicino alla strada: oltre alle persone che percorrono i marciapiedi (che possono essere considerati come un elemento della strada), anche altre persone nei pressi della strada, seppure non sui marciapiedi possono essere coinvolte in incidenti stradali.
- Intersezioni con altri mezzi di trasporto (ad esempio: incroci con linee ferroviarie, ponti per l'attraversamento di fiumi, ecc.)
- Animali vaganti
- Cantieri stradali o in vicinanza delle strade.

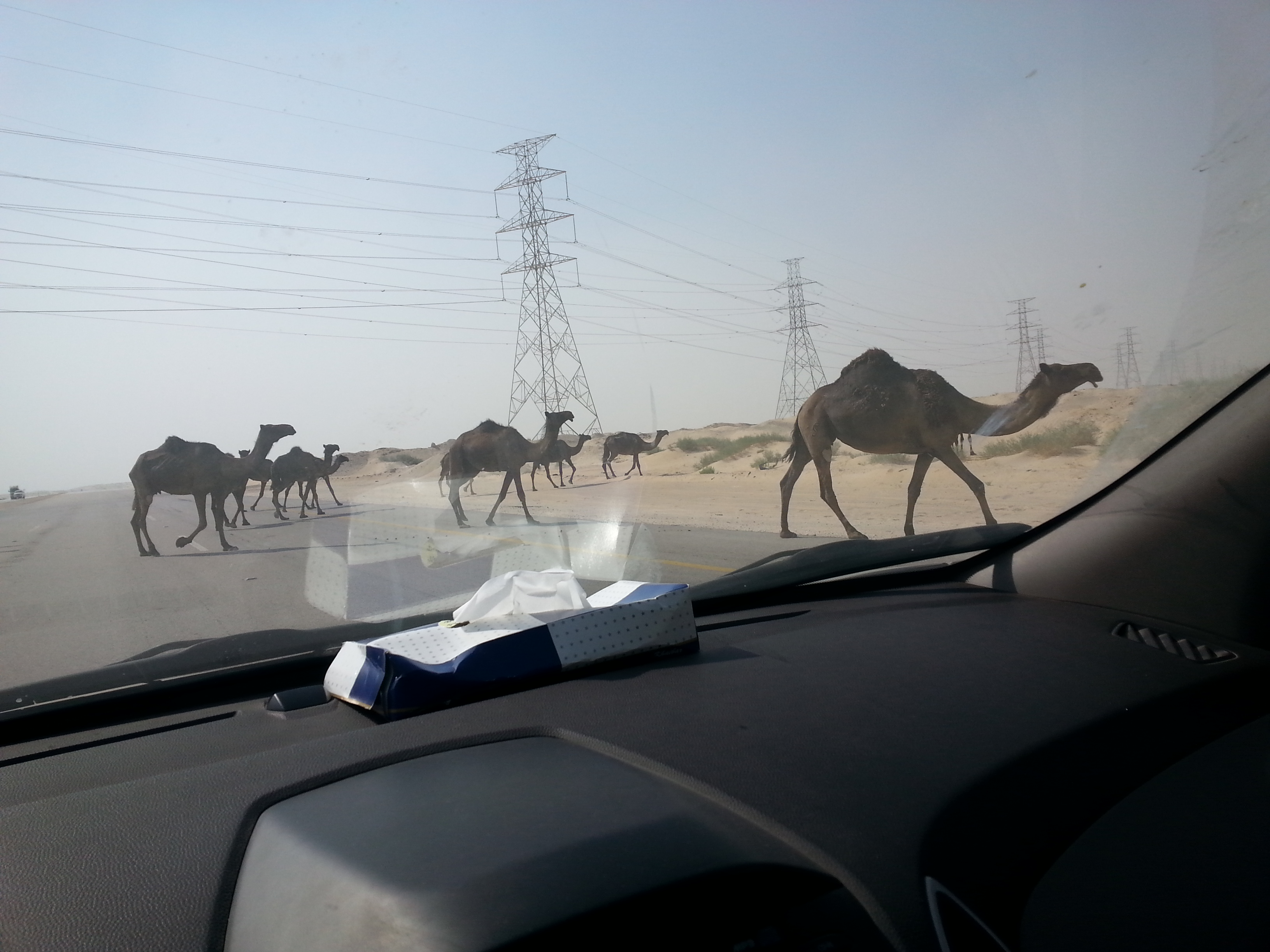
Attraversamento di una strada in Arabia Saudita da parte di dromedari
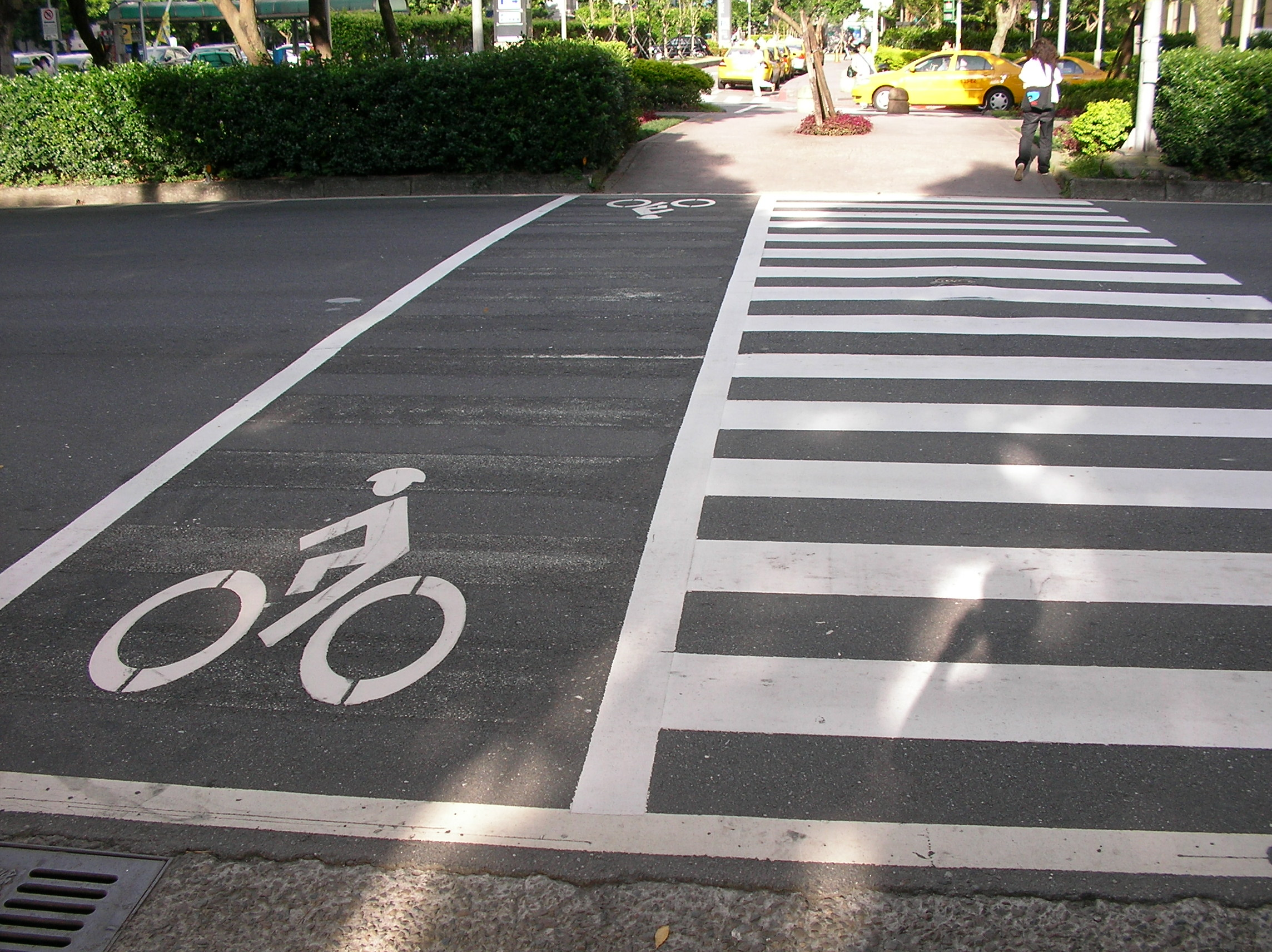
Attraversamento ciclabile e pedonale
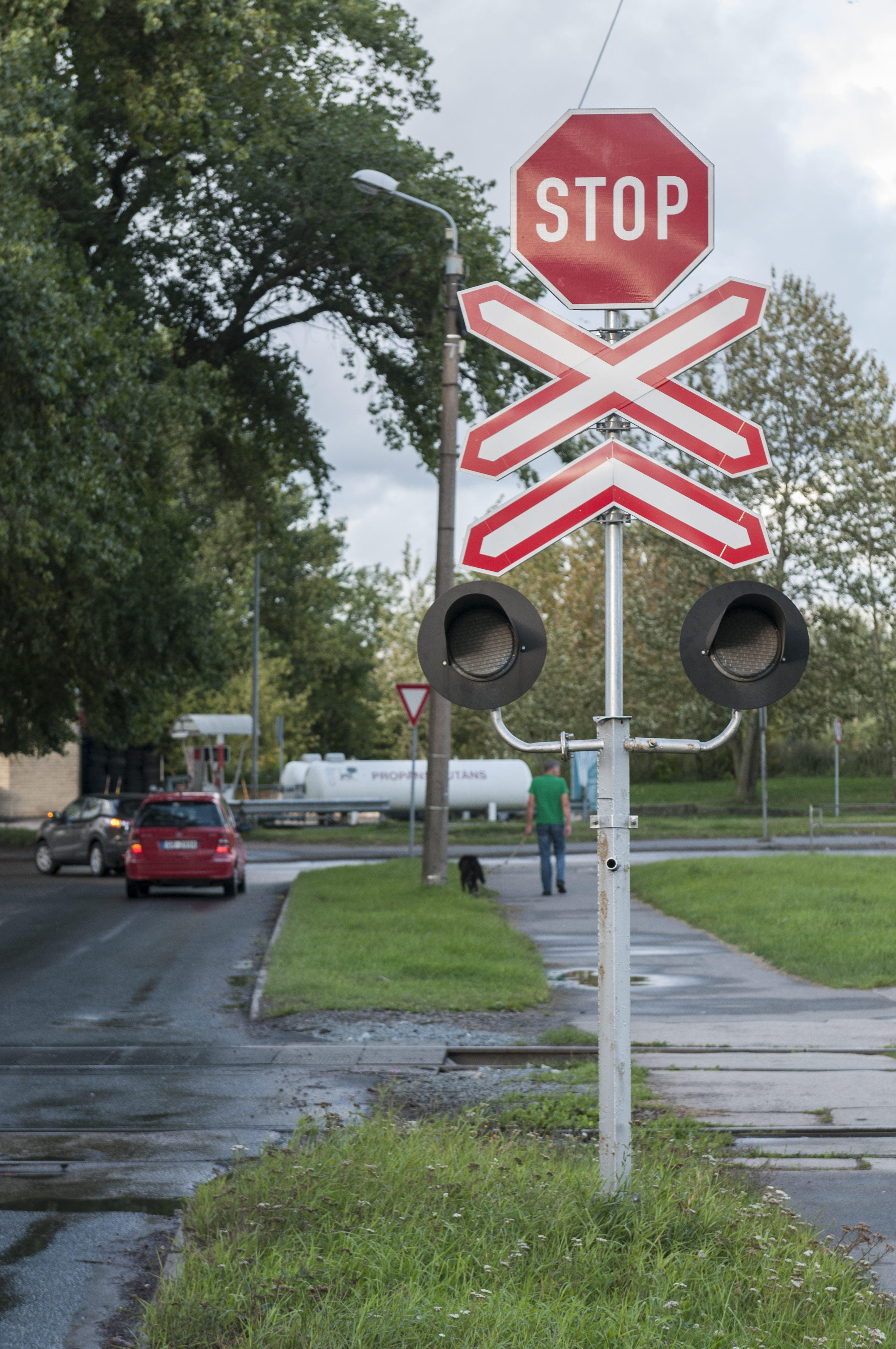
Incrocio con una linea ferroviaria
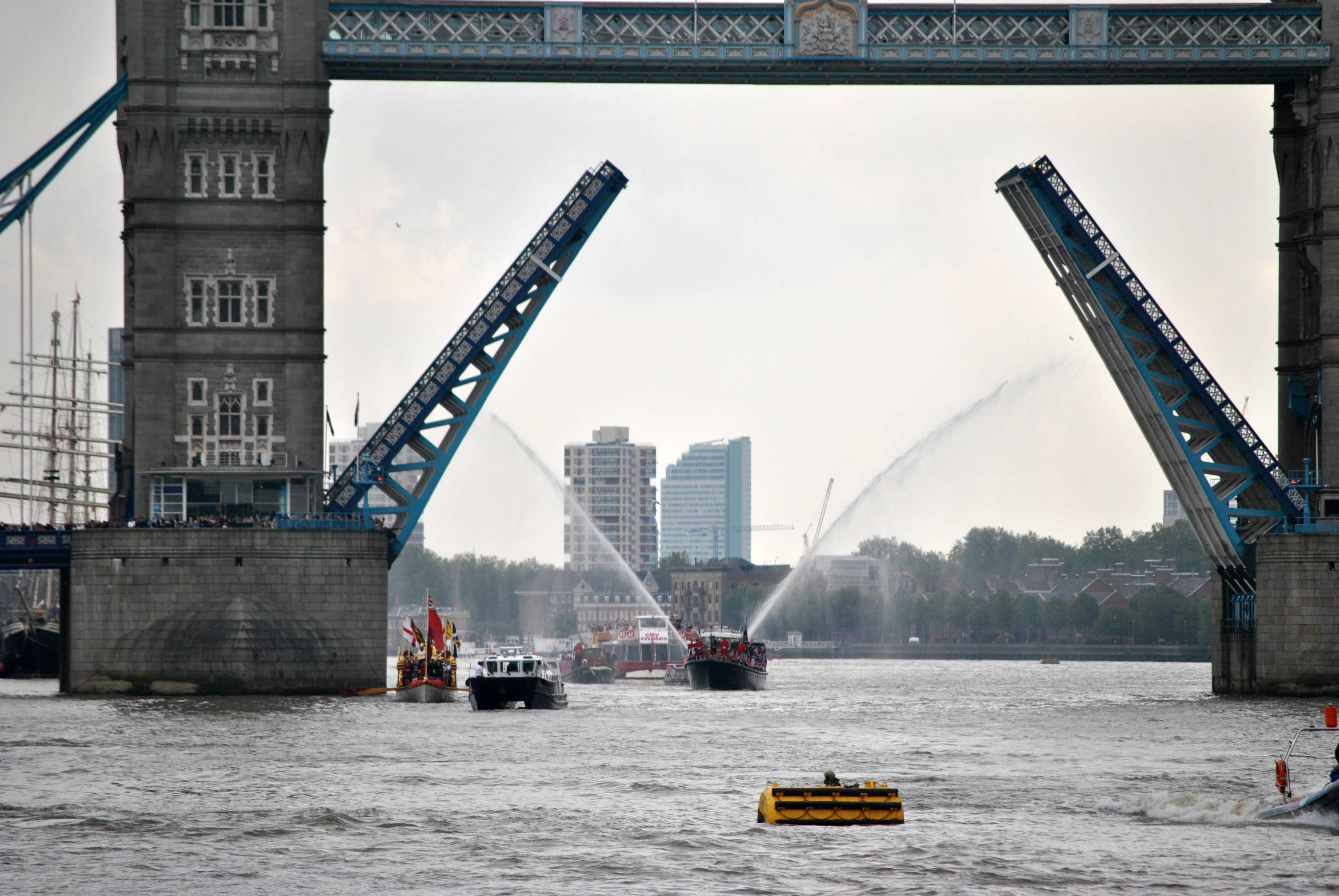
Esempio di interferenza tra traffico stradale e traffico fluviale: il Tower Bridge alzato per l'attraversamento delle imbarcazioni
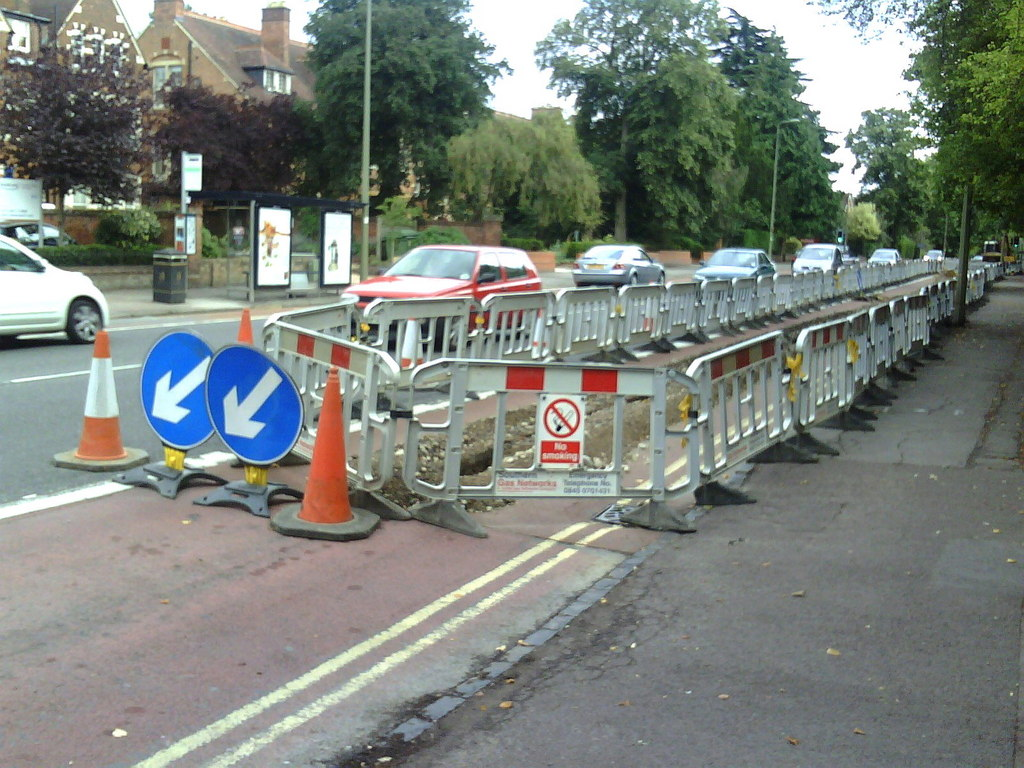
Cantiere stradale a Oxford, Regno Unito

### Protezione di altri utenti della strada
Interventi diretti a migliorare la sicurezza degli utenti non-motorizzati:
- corsie e/o vie separate come piste ciclabili, sottopassi e ponti;
- riduzione dei limiti di velocità intra-urbani;
- barriere per i pedoni che impediscano l'attraversamento pedonale in giunzioni complesse dove si incrociano più di due vie, con angoli variabili;
- limiti all'accesso dei pedoni a tutte le vie extraurbane, come superstrade, strade statali e provinciali;
- promozione e obbligo degli elmetti da ciclista (che però sono omologati per urti fino a circa 20 km/h, e quindi non sono molto utili per incidenti con veicoli a velocità superiore);
- campagne di consapevolezza sul traffico come la campagna pubblicitaria "one false move" (una mossa falsa) promossa da Hillman e altri;
- attraversamenti pedonali obbligatori, costituiti come restrizione al numero dei punti dove una via può essere attraversata. Questo tipo di interventi però spesso obbligano i pedoni a deviazioni o a veri e propri giri; Illuminandoli con sistemi tipo lama di luce;
- procedure per rallentare il traffico nelle zone urbane a forte presenza di pedoni. Per calmare l'ansia di velocità sono state proposte strade curvate e a zig-zag (da percorrere a non più di 30 km/h), strettoie agli incroci, alberi su estesi marciapiedi e presenza di dossi rallentatori;
- schemi basati sullo spazio stradale condiviso che danno pari diritti di padronanza dello spazio stradale e le stesse priorità per tutti gli utenti della strada, senza tenere in conto la loro velocità;
- vigilanza rigorosa dei limiti di velocità mediante l'impiego di sistemi automatici come telecamere e autovelox.

Gli interventi di separazione del traffico pedonale e ciclabile da quello automobilistico, se mal progettati, possono portare a penalizzare ulteriormente gli utenti deboli della strada, costringendoli a compiere percorsi più lunghi e a dare la precedenza a ogni intersezione. In particolare, una pista ciclabile mal progettata può essere ancora più pericolosa della strada, a causa delle intersezioni con vie laterali e passi carrai a scarsa visibilità, o quando viene realizzata a fianco di un'area di parcheggio parallela alla strada. Questo accade tipicamente quando gli interventi sono guidati dal desiderio di "togliere dalla strada" gli utenti lenti, permettendo l'aumento della velocità.

### Segnaletica stradale
Il segnale stradale è un dispositivo atto a indicare una prescrizione, un avvertimento o un'indicazione a tutti i veicoli circolanti e ad ogni altro utente della strada.
Nell'ambito della Convenzione di Vienna sulla segnaletica stradale, a seconda della loro funzione, i segnali stradali sono classificati in:
- Segnali di pericolo
- Segnali di prescrizione
  - Segnali di precedenza
  - Segnali di divieto o restrizione
  - Segnali di obbligo
  - Segnali di prescrizioni particolari
- Segnali d'indicazione
  - Segnali di preavviso
  - Segnali di direzione
  - Segnali di identificazione di strade
  - Segnali di località
  - Segnali di conferma

Segnale di pericolo "Caduta massi" (Russia)
Segnale di pericolo "Men at work" (uomini al lavoro) per indicare la presenza di un cantiere stradale (Singapore)
Segnale di precedenza "Strada con diritto di precedenza" (Russia)
Segnale di divieto "Divieto di inversione a U" (Norvegia)
Segnale di divieto: "Divieto di accesso" (Australia)
Segnale di obbligo "Rotatoria" (Giappone)
Pannello segnaletico di indicazione (Francia)

A seconda della loro tipologia costruttiva, i segnali stradali possono inoltre essere classificati nelle seguenti categorie:
- segnaletica verticale
- segnaletica orizzontale
- segnaletica luminosa
- segnaletica complementare

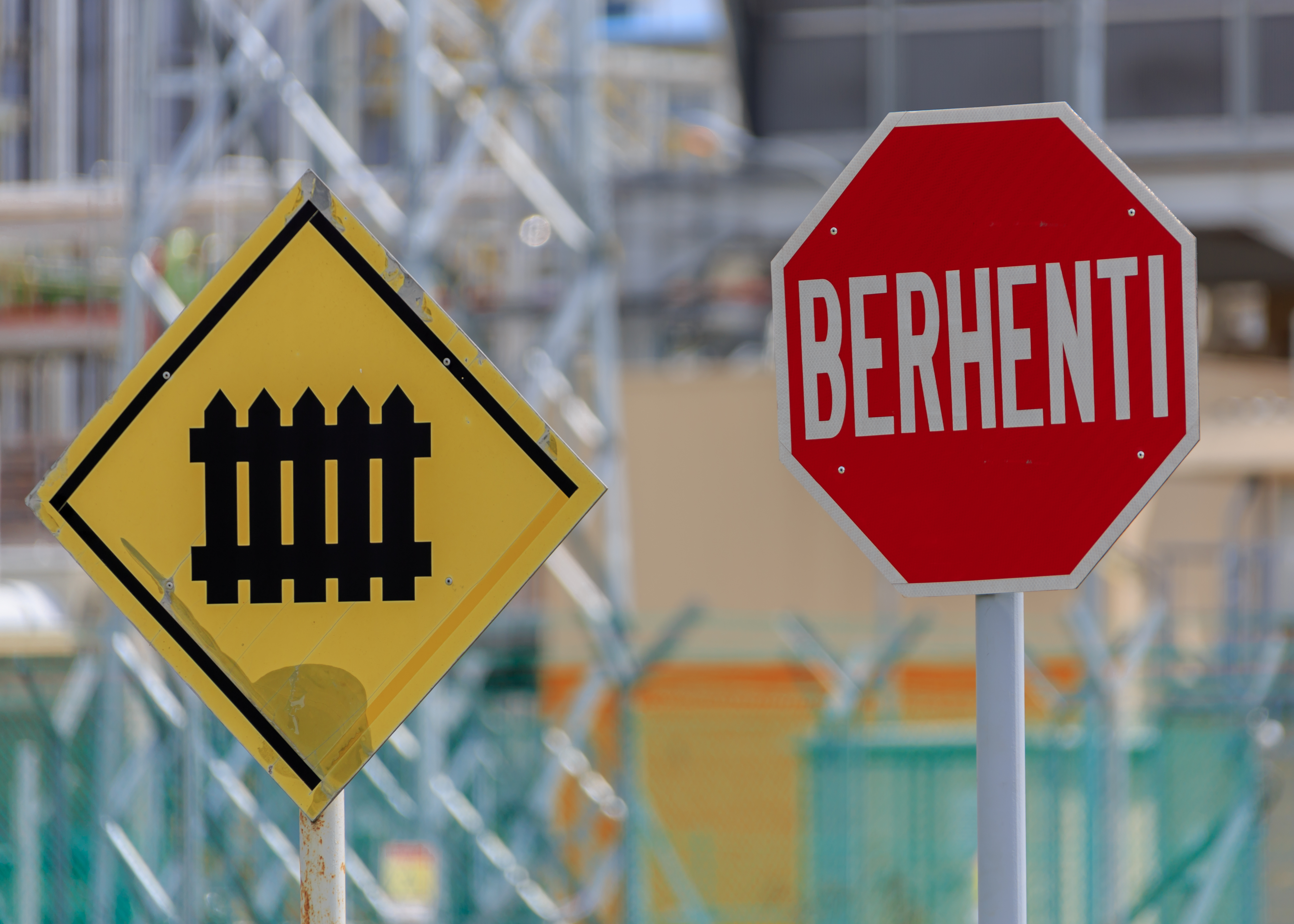
Segnaletica verticale in Malaysia
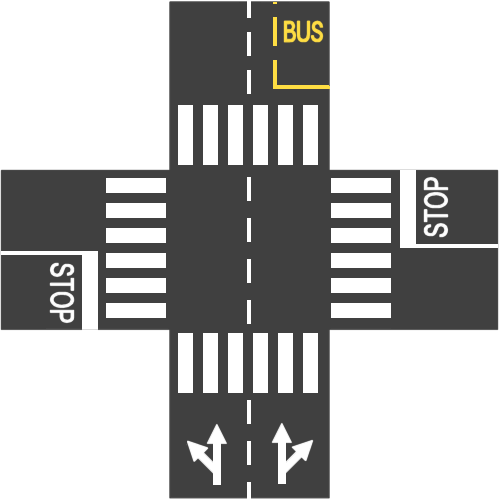
Esempio di incrocio con segnaletica orizzontale
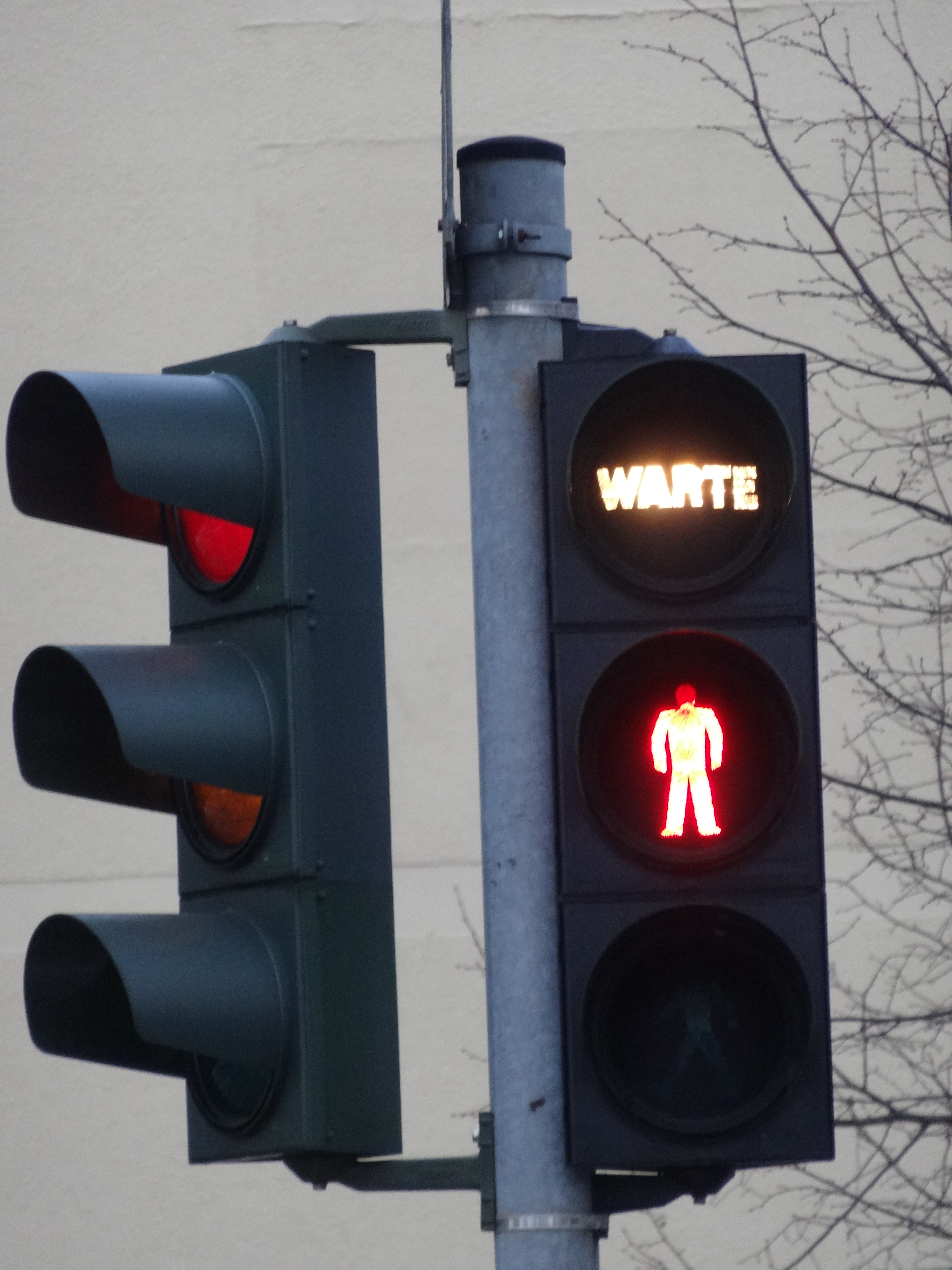
Segnaletica luminosa (semaforo) in Germania
Esempio di segnaletica complementare: delineatori normali di margine su strade a doppio senso di circolazione

### Comportamento degli utenti della strada

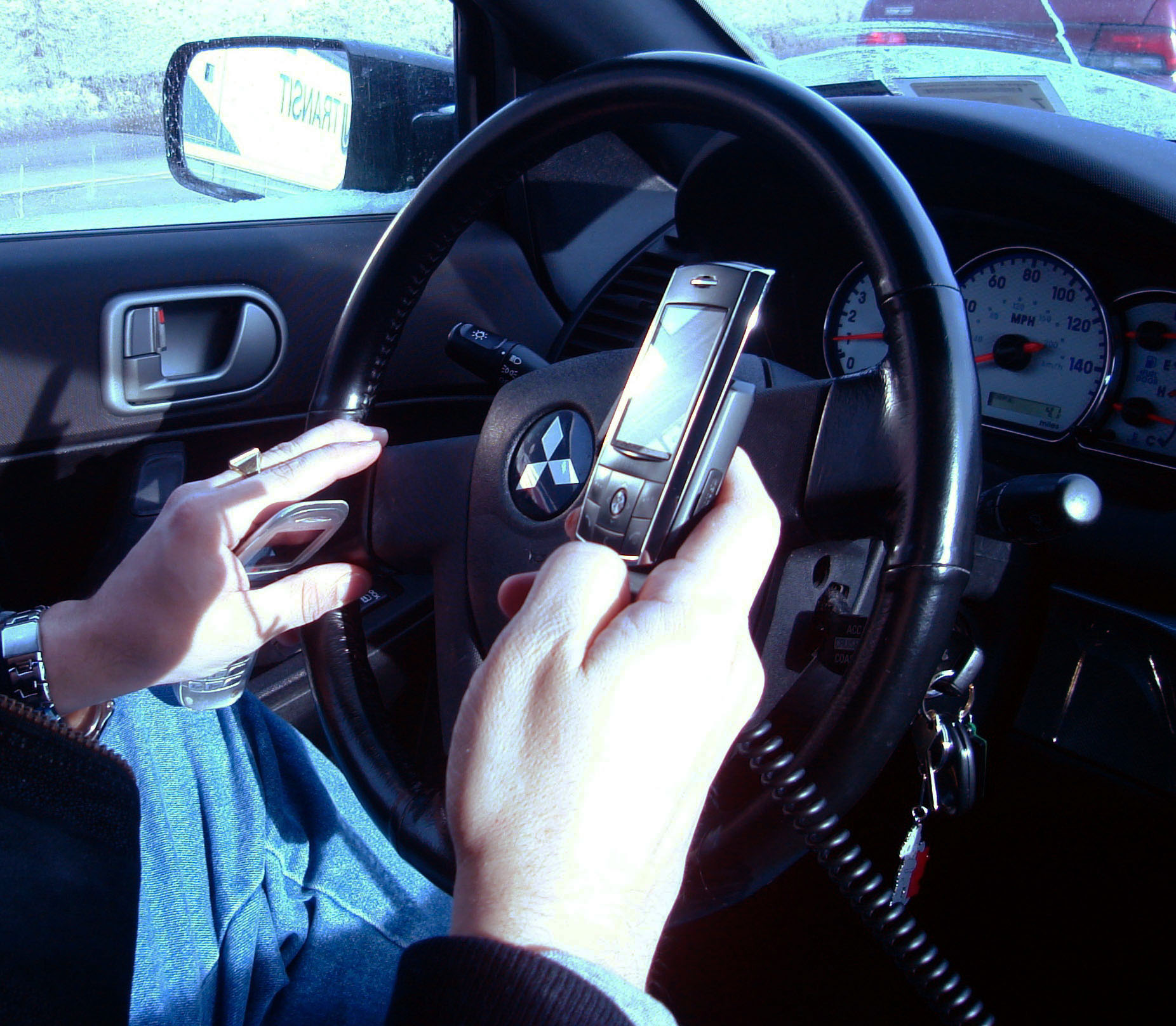
Utilizzo di telefono cellulare durante la guida
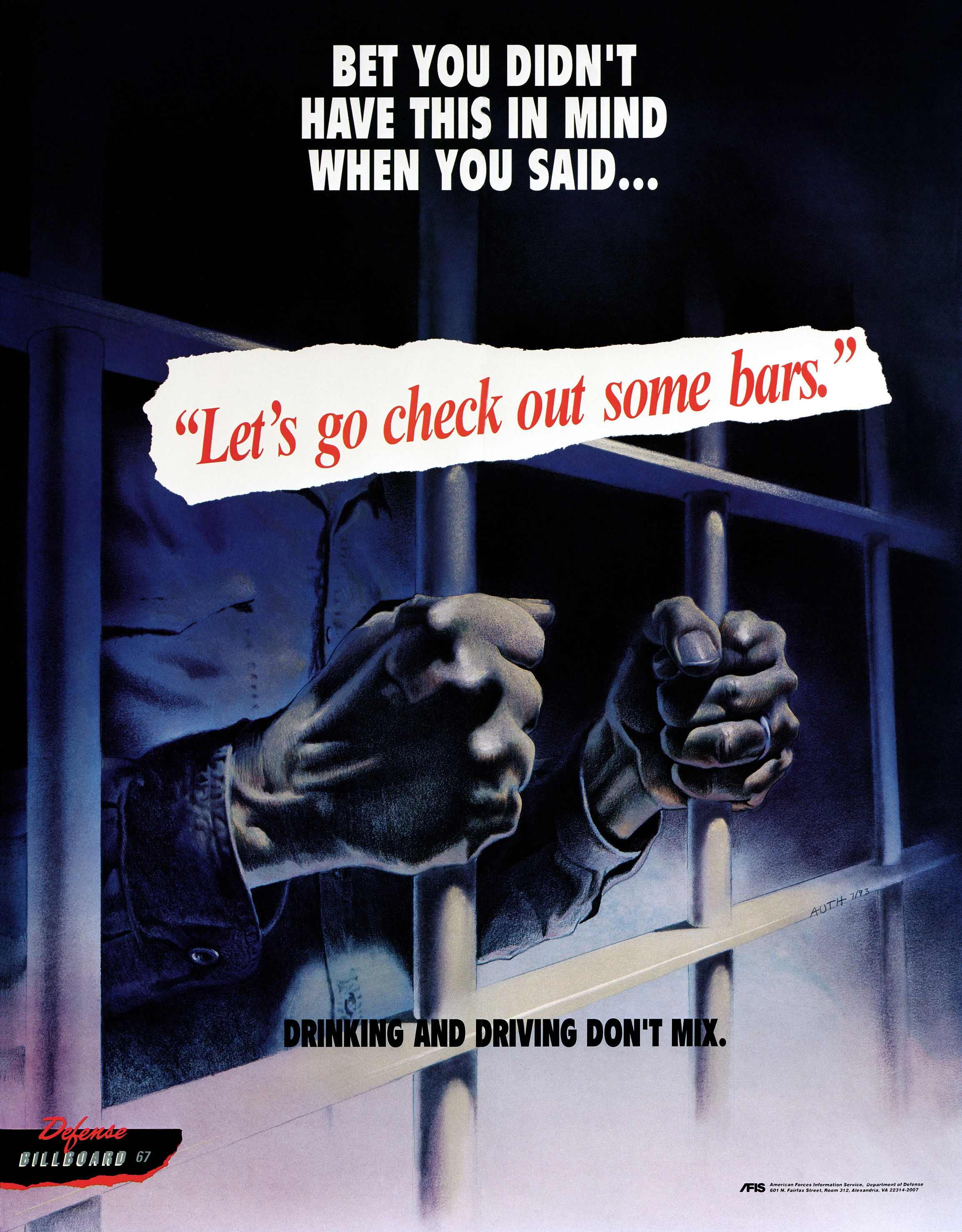
Cartellone contro la guida in stato di ebbrezza del Dipartimento della difesa degli Stati Uniti d'America

### Obblighi e restrizioni per gli utenti della strada, controlli e misure sanzionatorie
Considerato che il comportamento dei guidatori è un importante fattore di rischio per la sicurezza stradale, le legislazioni impongono ad essi diversi obblighi, tra cui addestramento e patente obbligatori. Solamente alcuni paesi esigono di ripetere periodicamente i test di guida; altri obbligano i guidatori con condanne per gravi violazioni di traffico a seguire certi tipi di allenamento e test ripetuti prima di poter essere riammessi alla guida di veicoli su strada.
Le legislazioni nazionali possono imporre inoltre restrizioni alla guida sotto l'effetto di alcolici o di droghe e sull'utilizzo di telefoni mobili e altri apparecchi elettronici (ad esempio televisione, riproduttori di DVD, navigatore satellitare) mentre si guida.
L'analisi dei comportamenti a partire dalle immagini acquisite dai video event data recorder è spesso svolta per determinare le più comuni situazioni di rischio e le conseguenti azioni correttive.
Sulle autostrade italiane è utilizzato il Tutor, un sistema per la misurazione della velocità media dei veicoli gestito dalla Polizia stradale, che ha consentito una drastica riduzione degli incidenti e degli indici di mortalità nei tratti sui quali è stato installato.
Anche i ciclisti e i pedoni sono sottoposti a obblighi e restrizioni, come ad esempio percorrere la strada solo sugli spazi ad essi destinati (marciapiedi, piste ciclabili, attraversamenti pedonali e ciclabili).

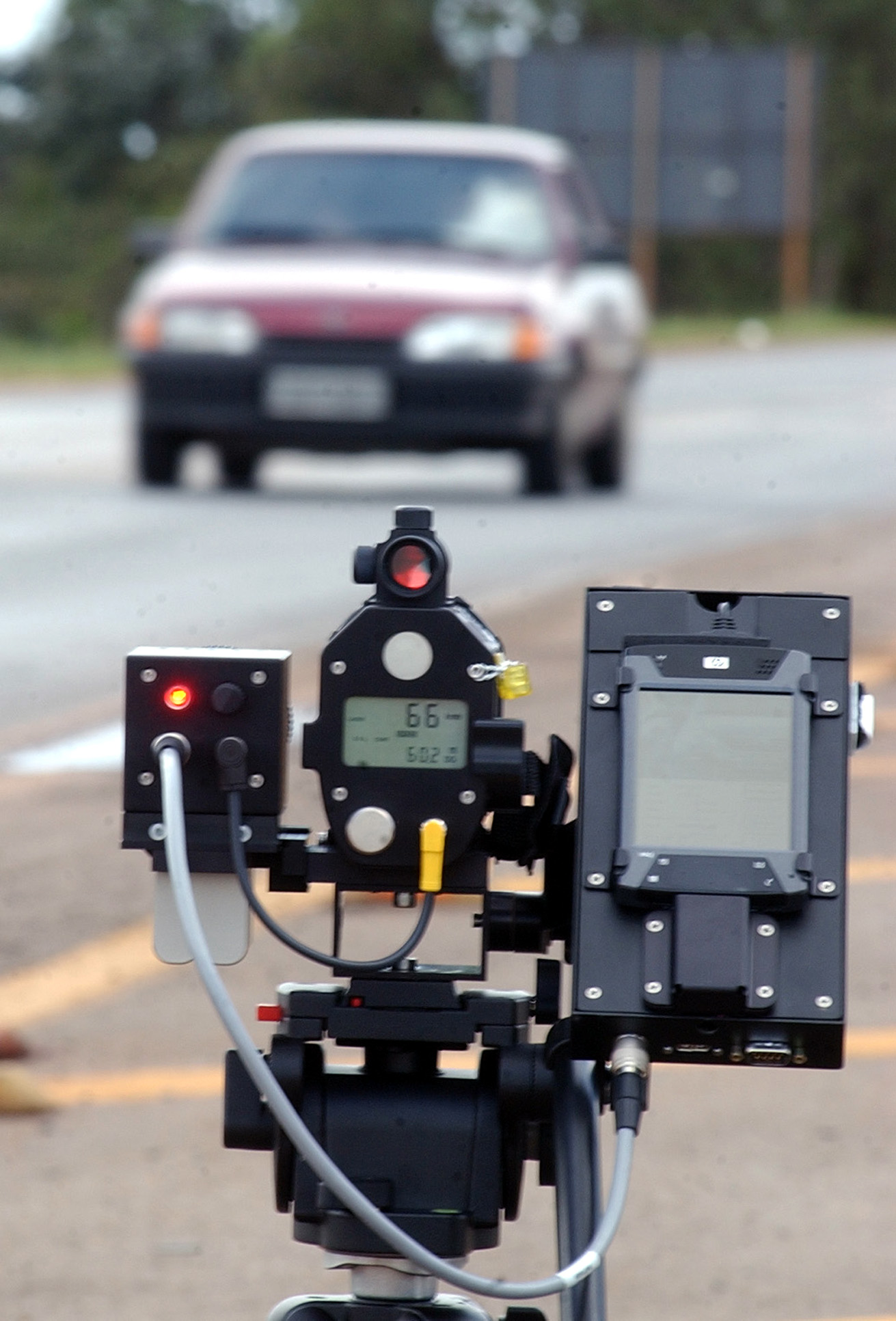
Dispositivo per la rilevazione della velocità dei veicoli (Brasile)
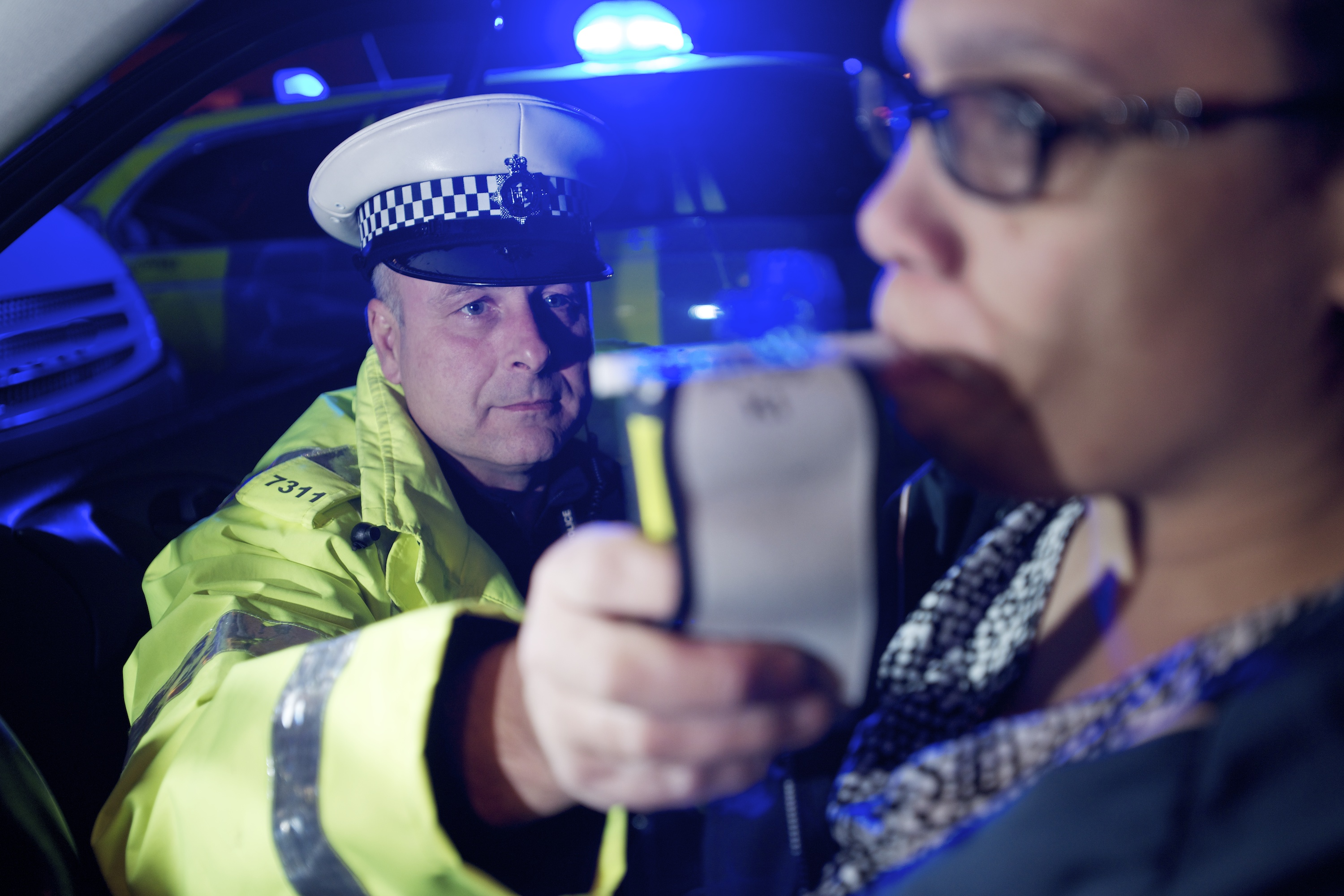
Controllo del tasso alcolico nel sangue di un guidatore attraverso etilometro (contea di West Midlands, Regno Unito)
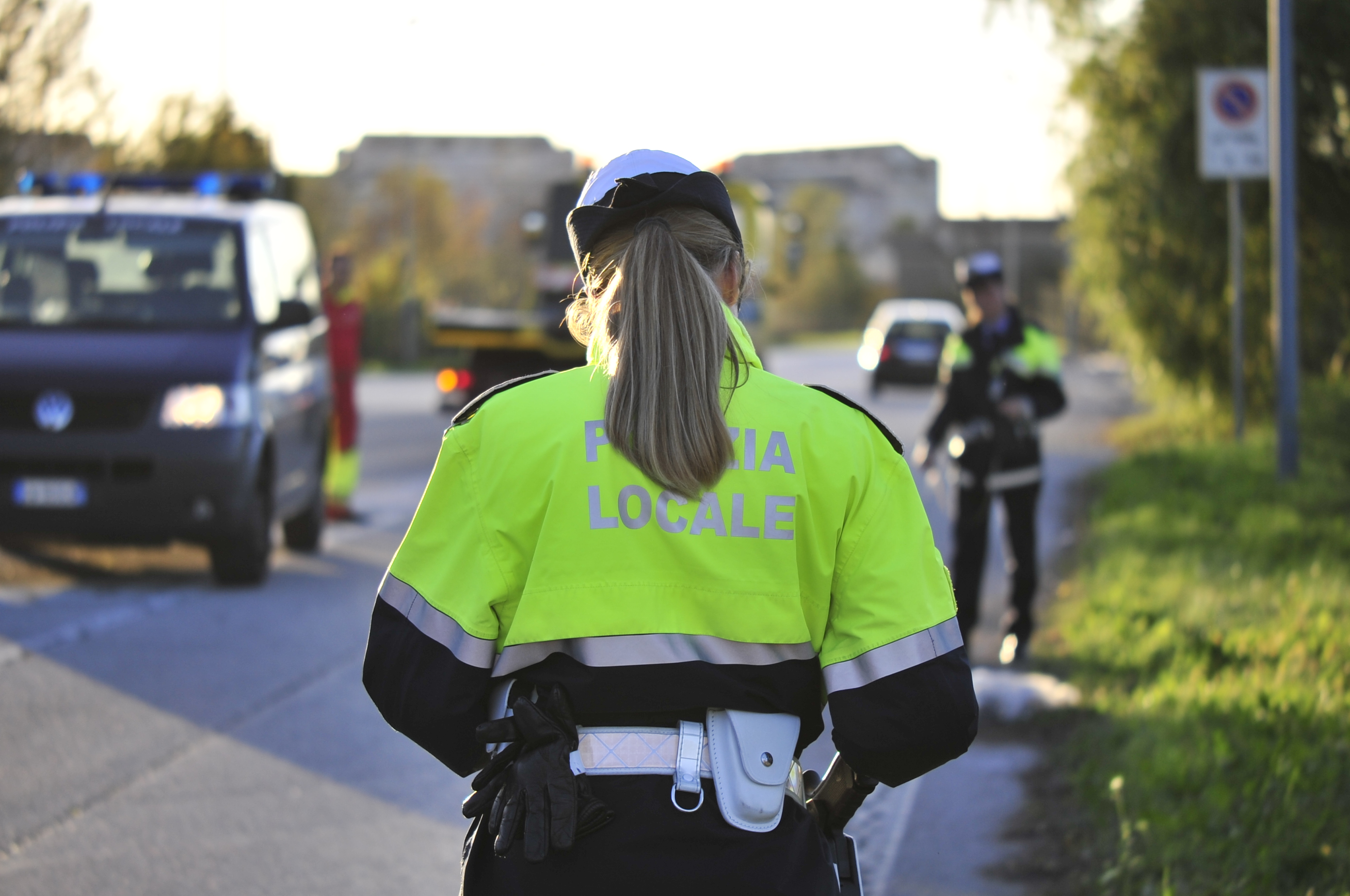
Polizia Locale durante il rilievo di un incidente stradale (Italia)
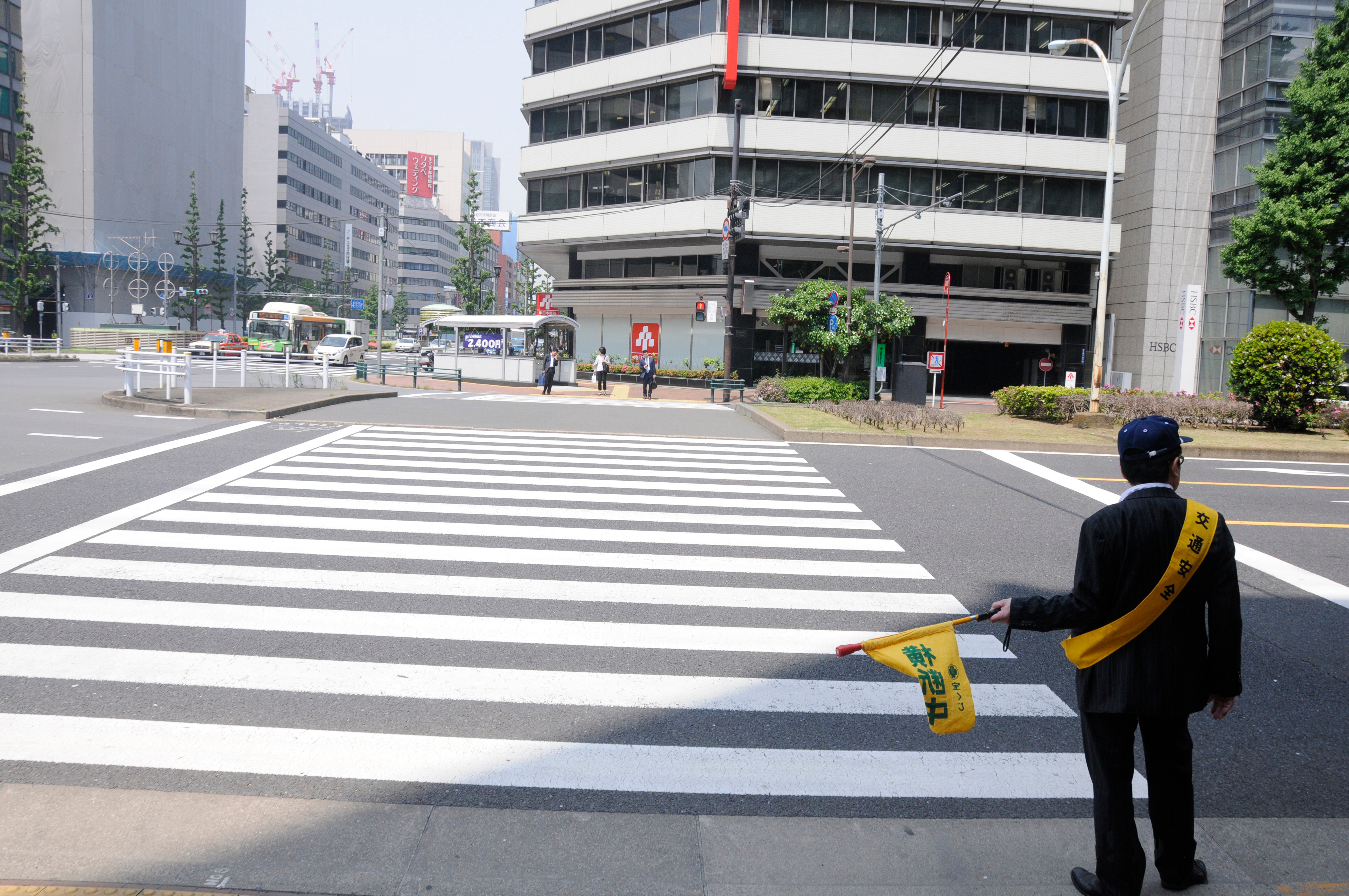
Addetto per l'attraversamento pedonale in Giappone, con indumenti ad alta visibilità e bandiera gialla di segnalazione
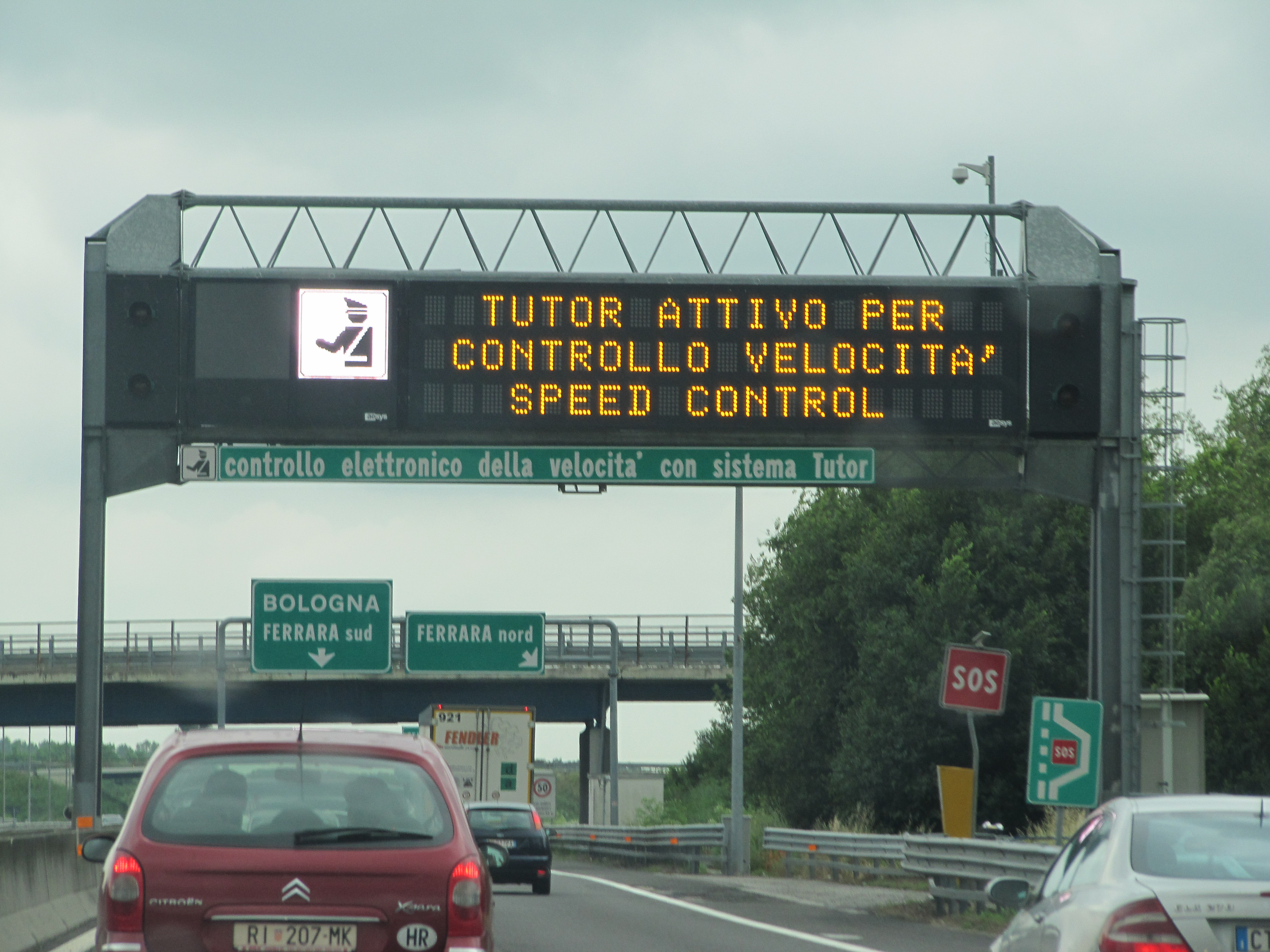
Telecamere per la rilevazione della velocità media sulla A13 Bologna-Padova.

### Dispositivi di protezione individuale
Esempi di dispositivi di protezione individuale per i guidatori dei veicoli stradali sono:
- per ciclisti e motociclisti: casco, ginocchiera, paraschiena, guanti e altri indumenti protettivi
- cintura di sicurezza
- airbag
- abbigliamento ad alta visibilità - per ciclisti, motociclisti e situazioni di emergenza in cui è necessario scendere dal veicolo

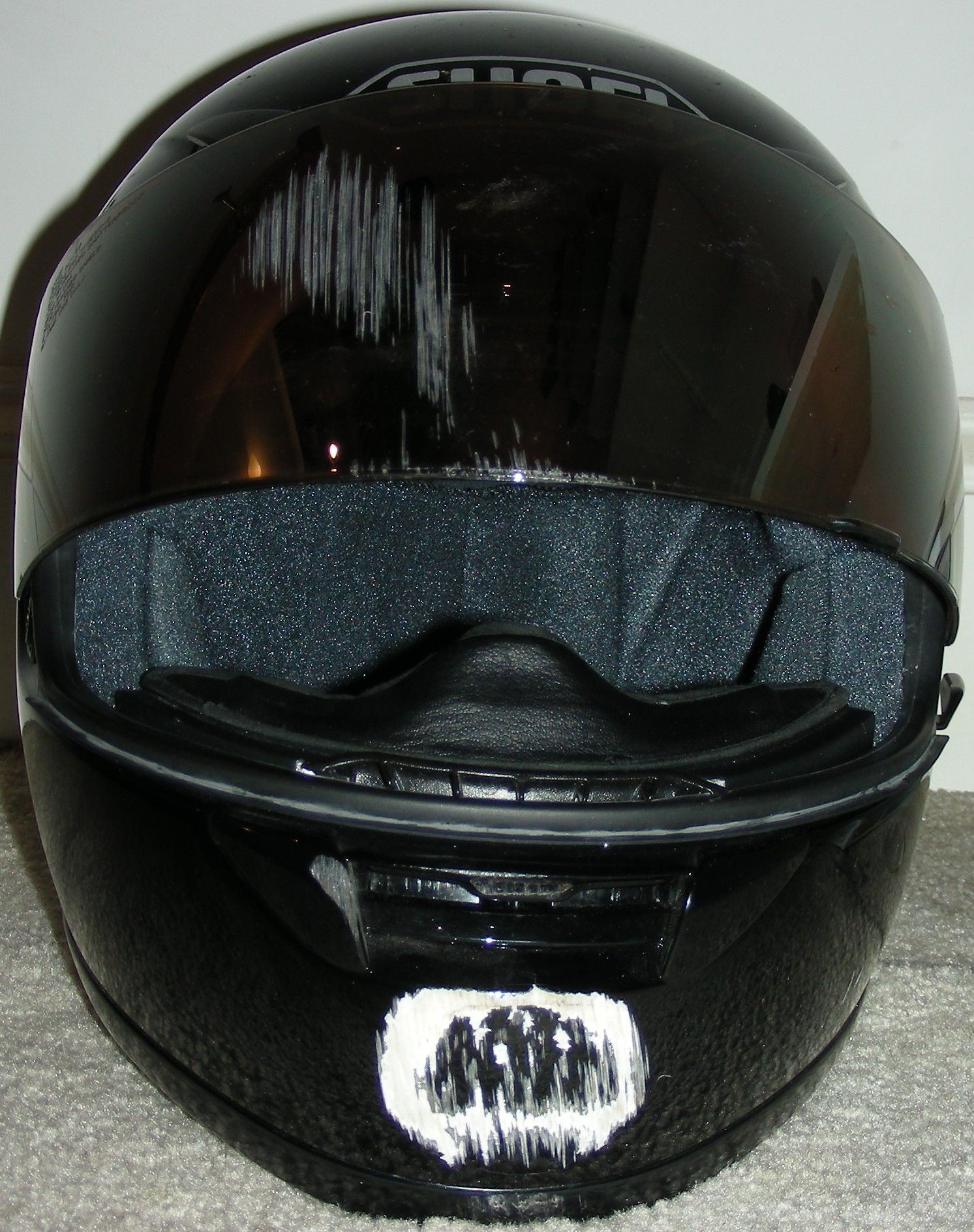
Casco da motociclista in seguito ad un impatto frontale
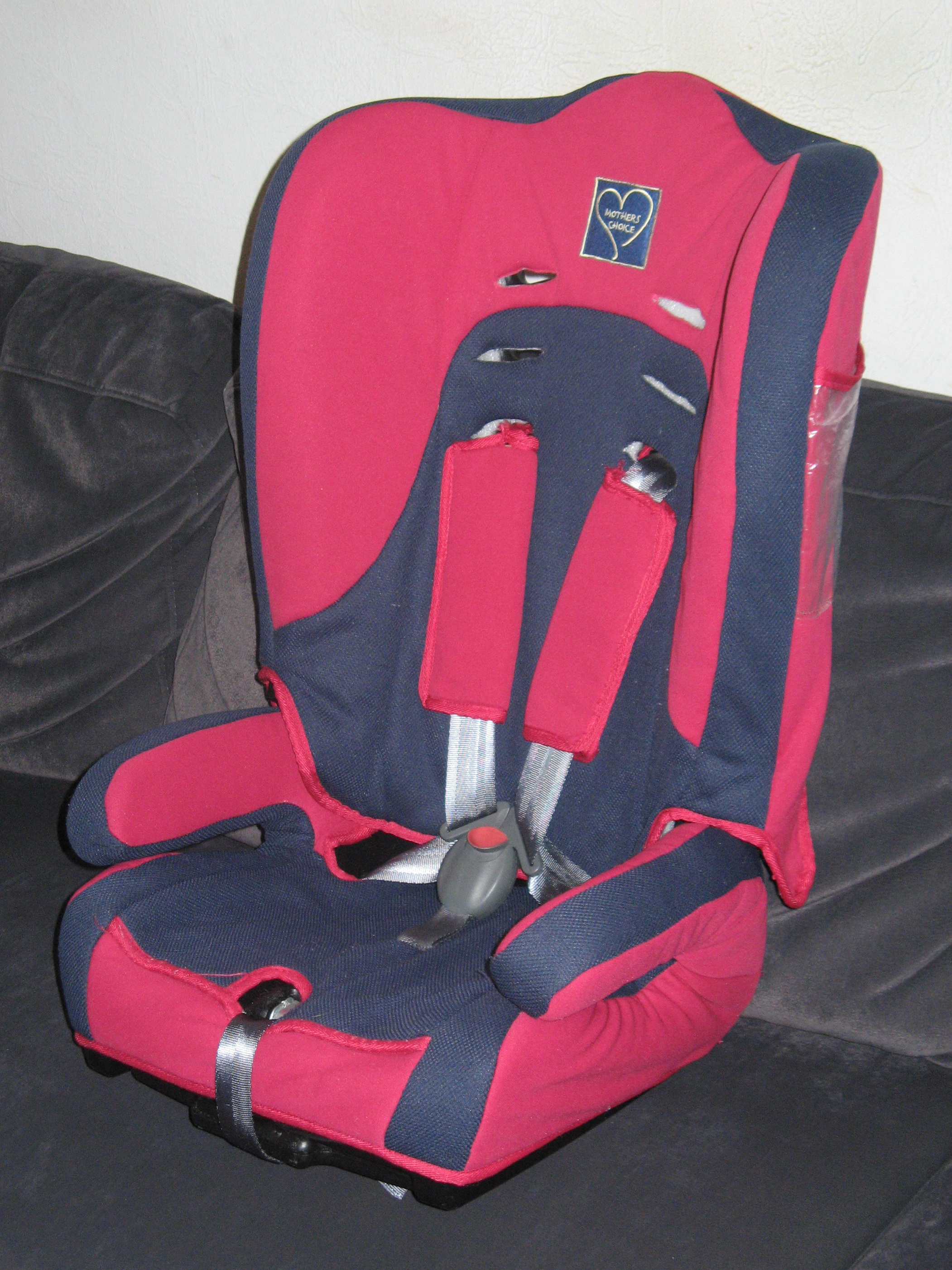
Sistema di ritenuta per bambini
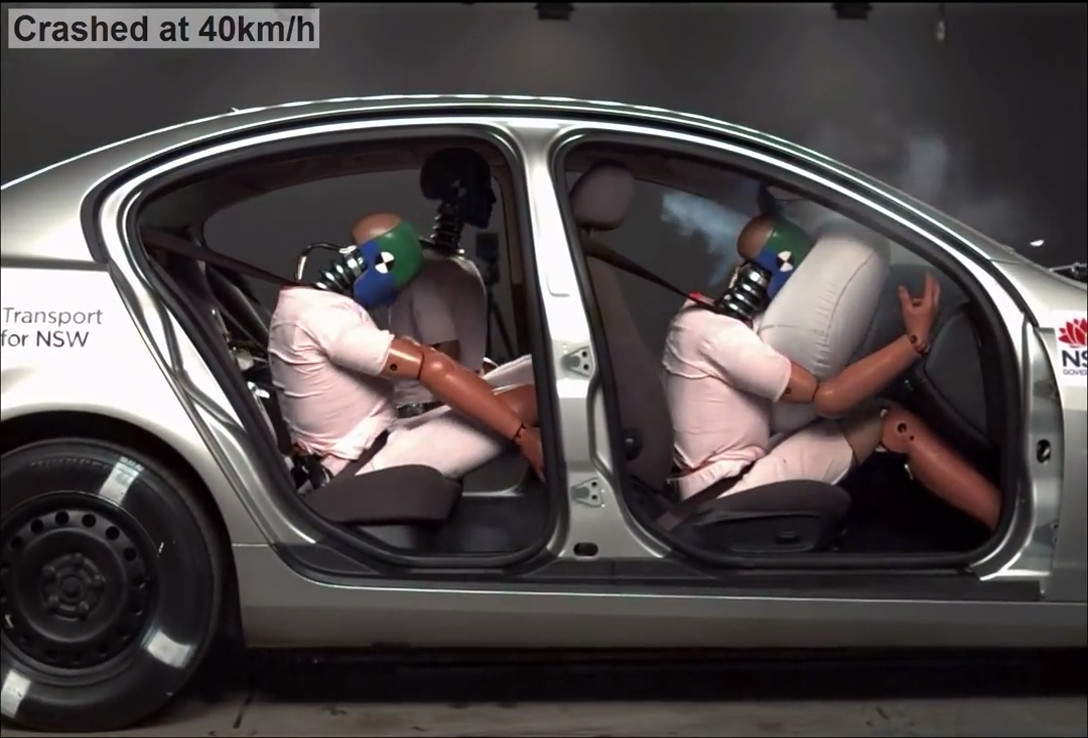
Esplosione di un airbag durante un crash test

## Statistiche

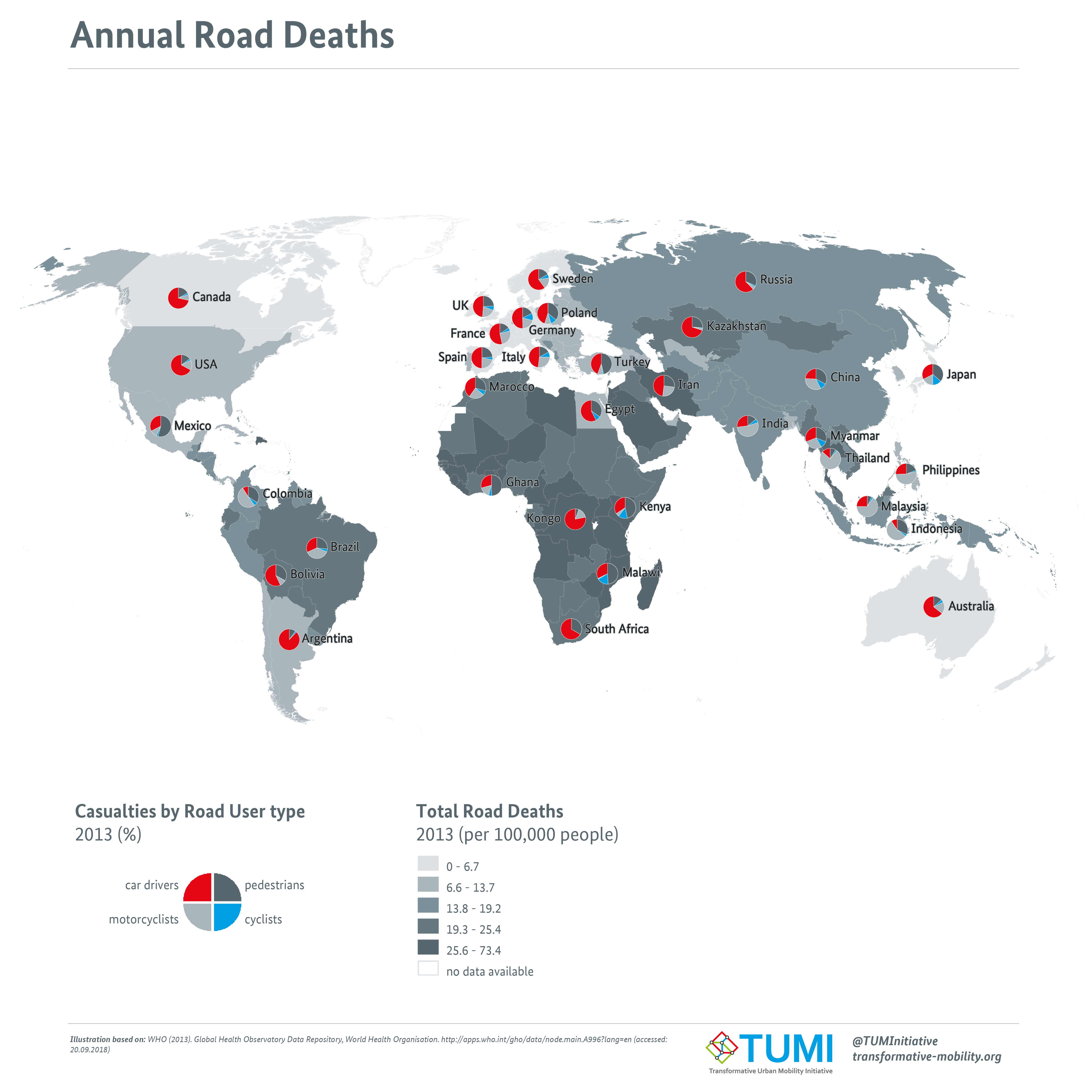
Morti sulla strada nel mondo - Transformative Urban Mobility Initiative (TUMI).

A livello internazionale le misure standard usate per stabilire l'utilità degli interventi di sicurezza stradale sono la mortalità e il ferimento severo (Killed or Seriously Injured - KSI). Il quoziente KSI è usualmente riportato per miliardo di passeggeri-chilometro. A livello nazionale, si fa uso degli indici di mortalità (morti/100 000 abitanti) e ferimento (feriti/100 000 abitanti). I tassi di mortalità variano ampiamente da paese a paese, per ragioni che sono conosciute soltanto in modo imperfetto, anche se una certa empirica Legge di Smeed è stata proposta come una spiegazione parziale.
Fino al 1970 il continuo incremento nella motorizzazione ha comportato un aumento della mortalità dovuta agli incidenti. Successivamente, si è assistito a una lieve ma costante diminuzione del numero e della gravità degli incidenti avvenuti.
Secondo l'Organizzazione mondiale della sanità, a livello globale, nel periodo che va dal 2000 al 2019, gli incidenti stradali rientrano tra le principali 10 cause di morte, tranne nei paesi più ricchi.
Oggi, si stima che in molti paesi dell'Organizzazione per la cooperazione e lo sviluppo economico (OCSE) il costo sociale degli incidenti di traffico ammonti a circa il 2% del loro prodotto interno lordo. Nei paesi in via di sviluppo, queste perdite possono essere maggiori alla quantità di denaro ricevuta come aiuti internazionali e prestiti, un fatto che ha indotto la Banca Mondiale e l'Asian Development Bank a inserire gli interventi in questo campo tra le sue priorità.
In termini di mortalità, la stima mondiale era di circa 800 000 vittime per anno nel 1999, previsione che si stimava sarebbe cresciuta tra 1,1 e 1,2 milioni nel 2010 e crescerà tra circa 1,3 e 1,4 milioni nell'anno 2020 (Silcock, 2003). È stato stimato che le automobili hanno ucciso più persone dalla loro invenzione che tutte le guerre combattute nello stesso periodo (includendo la prima e seconda guerra mondiale).
In Italia il tasso di mortalità è passato da circa 20-22 morti su 100 000 abitanti del 1970 a circa 8-10 morti su 100 000 abitanti degli anni successivi al 2005. Secondo i dati dei rapporti periodici ACI-ISTAT, nel 2022 in Italia si sono verificati circa 165mila incidenti stradali con lesioni a persone, che hanno provocato 3.159 morti e circa 223mila feriti. Il numero di morti per milione di abitanti nel 2022 è stato pari a circa 54, contro i 46 della media nella UE27 (l'Italia è al 19º posto su 27).
Il rischio stradale incide in maniera importante anche nell'ambito della sicurezza sul lavoro: più della metà delle morti sul lavoro in Italia è infatti riconducibile a incidenti stradali accaduti durante l'attività lavorativa vera e propria o "in itinere" (cioè per andare o tornare dal lavoro).

### Le dieci maggiori cause di malattia o di disabilità[26]
| 1990                  | 1990                                        | Proiezione al 2020    | Proiezione al 2020                          |
| Disabilità o malattia | Disabilità o malattia                       | Disabilità o malattia | Disabilità o malattia                       |
| --------------------- | ------------------------------------------- | --------------------- | ------------------------------------------- |
| 1                     | Infezioni del tratto respiratorio inferiore | 1                     | Cardiopatia ischemica                       |
| 2                     | Malattie dissenteriche                      | 2                     | Depressione maggiore unipolare              |
| 3                     | Condizioni perinatali                       | 3                     | Ferite da incidenti stradali                |
| 4                     | Depressione unipolare maggiore              | 4                     | Malattie cerebrovascolari                   |
| 5                     | Cardiopatia ischemica                       | 5                     | Malattia polmonare ostruttiva cronica       |
| 6                     | Malattia cerebrovascolare                   | 6                     | Infezioni del tratto respiratorio inferiore |
| 7                     | Tubercolosi                                 | 7                     | Tubercolosi                                 |
| 8                     | Morbillo                                    | 8                     | Guerra                                      |
| 9                     | Ferite da incidenti stradali                | 9                     | Malattie dissenteriche                      |
| 10                    | Anomalie congenite                          | 10                    | HIV - AIDS                                  |

Per elaborare una graduatoria, gli epidemiologi utilizzano le stime DALYs (disabilità correlata agli anni di vita previsti) persi come una misura ragionevole dei costi economici e sociali della malattia.
Come può vedersi, le ferite da incidenti stradali sono un crescente problema di salute, e per l'anno 2020 si prevede che saliranno al terzo posto. Questo in parte è dovuto a miglioramenti nelle terapie medico-chirurgiche che diminuiranno le morti per altre cause ma che verranno sovrastate dal rapido incremento nella motorizzazione nel mondo (ad esempio in Cina e in India), riflettendo la maggiore gravità delle ferite da incidenti stradali rispetto ad altre cause. Nel Regno Unito, per esempio, le ferite da incidenti motoristici sono responsabili di uno ogni dieci ricoveri ospedalieri di bambini, ma sono più della metà di tutte le morti per ferite (dati del 2002).
Nel Regno Unito, i pedoni e i ciclisti a pedale sono circa il  45% dei KSI nelle aree urbane.—contro il 5% appena dei KSI nelle strade riservate solamente al traffico motorizzato. Lo sviluppo dei temi della sicurezza in aree edificate ha portato in alcuni casi a una sorprendente inversione di una tendenza a lungo sostenuta: la strategia del separare i veicoli a motore dagli altri utenti della strada più vulnerabili, mediante l'uso di sentieri, sottopassi, guard rail, ecc.
Anche se in caso di incidenti in autostrade, di solito si hanno danni di maggiore gravità che nella maggioranza delle altre strade per via delle maggiori velocità, la probabilità degli incidenti singoli viene notevolmente ridotta per la rimozione di interazioni di traffico (come incroci, attraversamento di pedoni, traffico molto lento e traffico proveniente dall'opposta direzione), inoltre la severità degli urti viene ridotta rimuovendo oggetti massicci, fissi nel terreno, oppure circondandoli con dispositivi che assorbono l'energia (ad esempio: guardrail, ampie zone di prato, barili pieni di sabbia). Questi meccanismi alla fine producono un minor numero di morti per chilometro-veicolo di viaggio rispetto ad altre strade, come documentato nella tabella che segue.
In genere, i tassi di mortalità sono inversamente correlati con l'AADT (average annual daily traffic che si può tradurre come traffico medio giornaliero), e questo rimane vero per le autostrade. Non è chiaro se società con maggiori AADT siano generalmente da correlare con un minore tasso di mortalità dovuto a migliore accesso a cure mediche, minore differenza tra le velocità minima e massima, minori velocità assolute, oppure altri meccanismi come la Legge di Smeed.
| Morti per un miliardo veicoli·km |            |                       |  |            |                  |                                           |
| anno 2003                        |            |                       |  | Autostrade | Uso autostrade   | Vel. max autostradale                     |
| Paese                            | Autostrade | Statali e provinciali |  | AADT       | (% del traffico) | Limite di velocità nel 2003 in km/h (mph) |
| Austria                          | 5,9        | 13,4                  |  | 30 077     | 23 %             | 130 (80)                                  |
| Repubblica Ceca                  | 9,9        | 34,3                  |  | 25 714     | 11 %             | 130 (80)                                  |
| Danimarca                        | 3,0        | 11,9                  |  | 29 454     | 25 %             | 130 (80)                                  |
| Finlandia                        | 1,4        | 8,3                   |  | 22 780     | 10 %             | 120 (75)                                  |
| Francia                          | 4,0        | 12,8                  |  | 31 979     | 21 %             | 130 (80)                                  |
| Germania                         | 3,8        | 12,4                  |  | 48 710     | 31 %             | 130 (80) (consigliata)                    |
| Irlanda                          | 7,4        | 11,0                  |  | 26 730     | 4 %              | 120 (75)                                  |
| Giappone                         | 4,0        | 11,9                  |  | 26 152     | 9 %              | 100 (60)                                  |
| Paesi Bassi                      | 2,1        | 11,7                  |  | 66 734     | 41 %             | 120 (75)                                  |
| Slovenia                         | 8,1        | 18,7                  |  | 15 643     | 19 %             | 130 (80)                                  |
| Svezia                           | 2,5        | 9,9                   |  | 24 183     | 21 %             | 110 (70)                                  |
| Svizzera                         | 2,8        | 11,8                  |  | 43 641     | 33 %             | 120 (75)                                  |
| Regno Unito                      | 2,0        | 9,3                   |  | 85 536     | 23 %             | 110 (70)                                  |
| Stati Uniti                      | 5,2        | 10,7                  |  | 39 634     | 24 %             | 120 (75)                                  |

Definizione: AADT - traffico giornaliero medio per anno. Il traffico bidirezionale conta rappresentando una media di un giorno di 24 ore in un anno. Alcuni autori lo chiamano "densità di traffico" anche se questa voce ignora oppure assume arbitrariamente un numero costante di corsie di viaggio.

## Studi
La velocità negli impatti determina la severità del danno, sia per gli occupanti dei veicoli sia per i pedoni. Per i passeggeri, Joksch (1993) scoprì che la probabilità di morte per i guidatori in incidenti coinvolgenti molti veicoli aumentava col rapporto della quarta potenza della velocità di impatto.
I pedoni viaggiano lentamente, dunque nella velocità di impatto delle collisioni con i pedoni è preponderante il fattore velocità del veicolo investitore. Le migliori stime suggeriscono che circa il 5% dei pedoni colpiti a 30 km/h (20 mph, miglia all'ora) vengono uccisi, il 45% a 50 km/h (30 mph) e l'85% a 65 km/h (40 mph).
Nelle autostrade i pedoni sono pochissimi (sono in realtà passeggeri che scendono da veicoli in panne, oppure lavoratori autostradali): collisioni tra veicoli con lo stesso verso e praticamente la stessa direzione di marcia possono avere una bassa velocità di impatto (anche se possono finire per avere un'elevata velocità di impatto se successivamente uno o più veicoli colpisce un oggetto fermo sulla carreggiata o fuori da essa) mentre le collisioni negli scontri tra opposte direzioni avranno una velocità di impatto di circa il doppio di quella alla velocità di viaggio libero, ed è per questo che le vere autostrade separano con robuste barriere i flussi di traffico che viaggiano in direzione opposta.

### Studio retrospettivo: la sicurezza dei pedoni nel Regno Unito
Le autorità istituzionali della "sicurezza stradale" del Regno Unito affermano che quel Paese ha statistiche di sicurezza per i pedoni tra le migliori in Europa, se misurate come rapporto pedoni uccisi o feriti gravemente rispetto al numero di abitanti. È stato obiettato che questo valore sarebbe basso anche se le strade fossero considerate così pericolose da dissuadere i pedoni dal percorrerle (riducendo il numero di km/anno percorsi a piedi dalle persone). Un modo di sottoporre a prova questa ipotesi sarebbe il comparare le percentuali di rischio per quegli utenti che hanno opzioni di trasporto piuttosto limitate, come i bambini e gli anziani. Hillman e altri lo hanno fatto e hanno scoperto che:
- le percentuali di sicurezza per i pedoni-bambini britannici sono peggiori rispetto a quelle della media europea, in contrasto ai numeri disponibili per la media costituita da pedoni di tutte le età (U.K. Department for Transport);
- la mobilità indipendente dei bambini viene sempre di più vincolata e limitata, e le famiglie intervistate citano la paura degli incidenti di transito come la causa dominante (Hillman, Adams, Whitelegg);
- le distanze medie camminate sono diminuite di più rispetto ad altri paesi europei;
- osservazioni simili (anche se meno circostanziate) possono essere fatte riguardo agli anziani.

Dunque esiste una certa evidenza che può sostenere la discussa affermazione che le strade britanniche non siano poi così sicure, ma che semplicemente le persone e i mezzi più vulnerabili sono indotti a evitare di percorrerle.

## Proposte tecniche

### Connected Vehicle Safety Pilot e ADAS
Il Connected Vehicle Safety Pilot è un programma del Dipartimento dei Trasporti USA, in fase di sviluppo avanzato e con soluzioni implementate da varie case automobilistiche, che punta a connettere e a far dialogare tra loro tutti gli elementi della circolazione stradale (autoveicoli, motoveicoli, motocicli, pedoni, semafori, cantieri, ecc.) tramite microprocessori, ricevitori GPS (Global Positioning System) e moduli WLAN (Wireless Local Area Network), tramite Dedicated Short Range Communications), il tutto contenuti in un navigatore satellitare o cellulare.
Identificata la posizione e distanza, un segnale visivo e/o acustico avvisano ad esempio autoveicolo e pedone del reciproco avvicinamento, riducendo di molto la probabilità di collisione. Un'implementazione di questo tipo sono le tecnologie "V2X" (Vehicle-to-Vehicle, Vehicle-to-Pedestrian, Vehicle-to-Motorcycle, Vehicle-to-Infrastructure) e I2I (Infrastructure-to-Infrastructure), in programma anche nell'Unione europea. A esse si aggiungono i sistemi avanzati di assistenza alla guida, o ADAS (Advanced Driver Assistance Systems), quali: il sistema di segnalazione di uscita di corsia, il sistema anticollisione o il sistema di riconoscimento dei pedoni.

### Automatic Reaction Warning System
Secondo dati dell'Automobile Club d'Italia (ACI), il colpo di sonno alla guida, o la disattenzione che lo precede, sono in Europa una causa frequente di incidenti stradali su strade extraurbane, in buona parte dovuti a sindromi OSAS. A differenza del tasso alcolico, l'affaticamento alla guida non può essere misurato, e perciò le statistiche tendono a sottostimarlo come causa principale o concausa di incidenti stradali, in media tra il 15 e il 20%.
I farmaci in generale tendono a influenzare negativamente la vigilanza e ridurre le prestazioni di guida, causando eccessiva sonnolenza, alterazione dei tempi di reazione, calo di attenzione: in particolare psicofarmaci (sedativi, ipnotici, antidepressivi e neurolettici), e gli antistaminici (utilizzati contro le comuni allergie). Tipicamente, un adulto o un adolescente con apnea ostruttiva severa instaurata da lungo tempo si addormenterà per periodi molto brevi nel corso di alcune tra le attività giornaliere più noiose – se gli viene data una qualsiasi opportunità per sedere o riposare.
Autoveicoli di fascia medio-alta sono dotati di Automatic Reaction Warning System, nati in ambito ferroviario (come il VACMA), detti anche "riflessometri", che misurano i tempi di reazione dei pazienti alla pressione di un pulsante, a seguito di uno stimolo con una luce o delle domande.
Questi sistemi analizzano anche sintomi del colpo di sonno come il numero di sbadigli, lo sbattimento delle palpebre, lo sfregamento degli occhi, l'angolo di inclinazione della testa, il calo nella pressione esercitata sul volante.

## Legislazione

### In Europa
In Italia le iniziative normative maggiormente significative sono le seguenti:
- 1999: istituzione del Piano nazionale della sicurezza stradale;
- 2003: istituzione della patente a punti;
- 2007: legge n. 160 del 2 ottobre 2007 Conversione in legge, con modificazioni, del decreto-legge 3 agosto 2007, n. 117, recante disposizioni urgenti modificative del codice della strada per incrementare i livelli di sicurezza nella circolazione.

Sono inoltre in vigore:
- assicurazione obbligatoria verso terzi (responsabilità civile) per compensare le vittime innocenti di incidenti di traffico;
- restrizioni sul trasporto commerciale per strada, sia contando e limitando le ore di guida del conduttore (adoperando i cronotachigrafi), sia proibendo alcune strade ai camion in giorni oppure ore particolari.

In Europa, nel giugno 2008 il Parlamento Europeo ha adottato una direttiva che impone valutazioni d'impatto, audit sulla sicurezza stradale e misure per la gestione e le ispezioni della sicurezza . Tale direttiva doveva essere recepita dagli stati membri entro due anni.

## Standard
Esistono molte norme tecniche riguardanti la sicurezza stradale, che fissano standard di sicurezza per la fabbricazione dei veicoli e dei loro componenti, i dispositivi di protezione individuale e altre protezioni, i segnalatori acustici e luminosi, l'illuminazione stradale, e anche la segnaletica stradale nelle aree private e aziendali. Molti segnali stradali in aree pubbliche seguono inoltre, nella forma e nei colori, le indicazioni della norma ISO 3864-3.
Per quanto riguarda i sistemi di gestione della qualità nell'ambito automotive, le relative norme tecniche sono fissate dall'International Automotive Task Force, in collaborazione con il comitato tecnico dell'ISO "ISO/TC 176/SC 2". In ambito automobilistico, la norma IATF 16949 è l'analogo della norma ISO 9001, alla quale si ispira, essendo comunque più restrittiva, per cui la certificazione IATF 16949 presuppone anzitutto una certificazione ISO 9001.
La norma ISO 39001 "Road Traffic Safety Management Systems" identifica uno standard di gestione per la riduzione del rischio stradale di una qualsiasi organizzazione.
L'European New Car Assessment Programme (Euro NCAP), in italiano acronimo di "Programma europeo di valutazione dei nuovi modelli di automobili", si occupa di definire le modalità di valutazione della sicurezza passiva delle automobili nuove tramite l'introduzione e l'uso di specifici protocolli di prova, in modo tale da poter offrire al consumatore informazioni armonizzate. Euro NCAP pubblica i rapporti di sicurezza automobilistica sugli autoveicoli e assegna loro una valutazione, in base alle risultanze di una serie di test d'urto (crash test): frontali, laterali, contro un palo e contro persone.
In Italia l'illuminazione stradale è soggetta alle norme tecniche UNI 11248, UNI EN 13201-2, UNI EN 13201-3, UNI EN 13201-4 e UNI 11095 e la UNI/TS 11726.

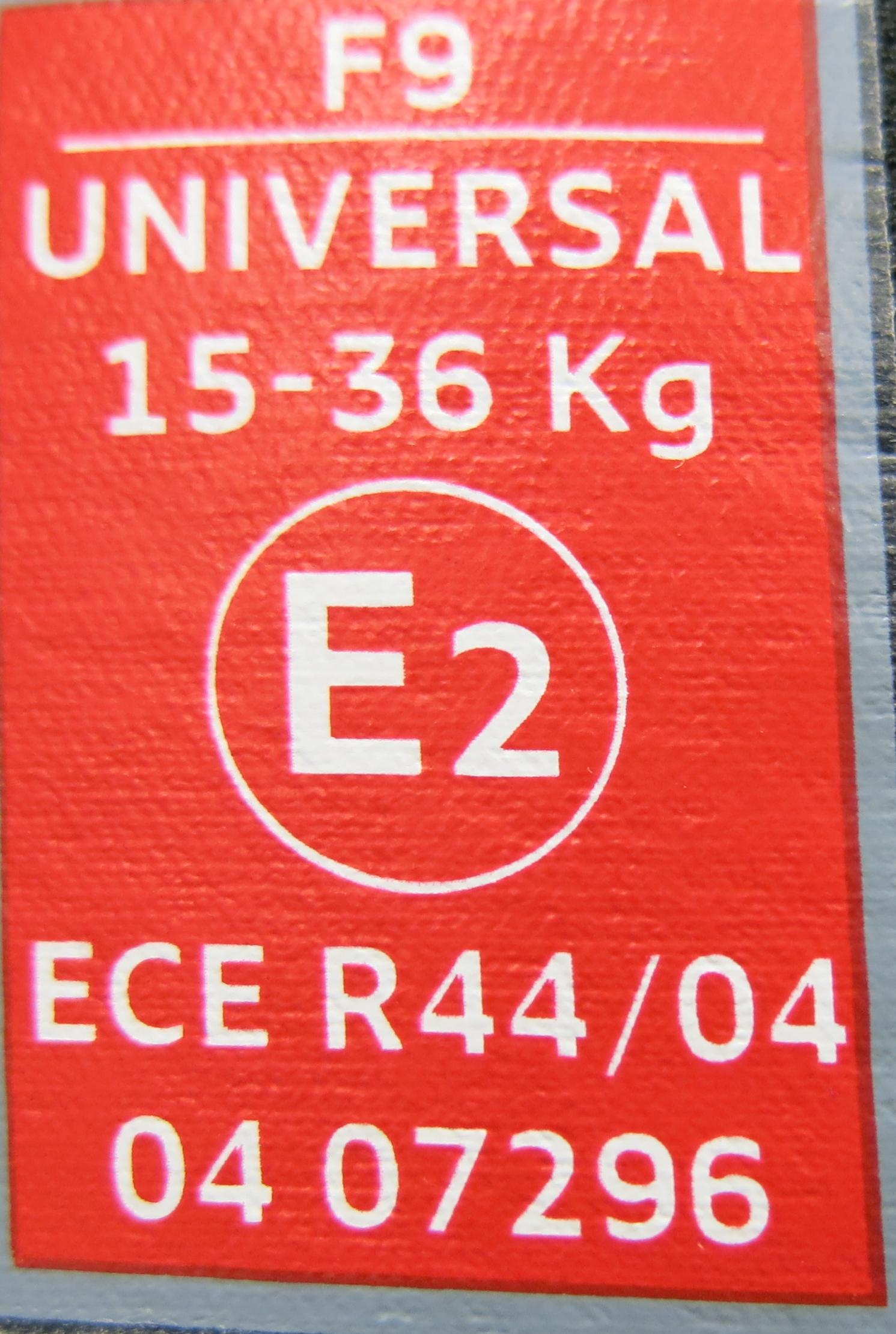
Marchio E2 sull'etichetta di un seggiolino per bambino per auto
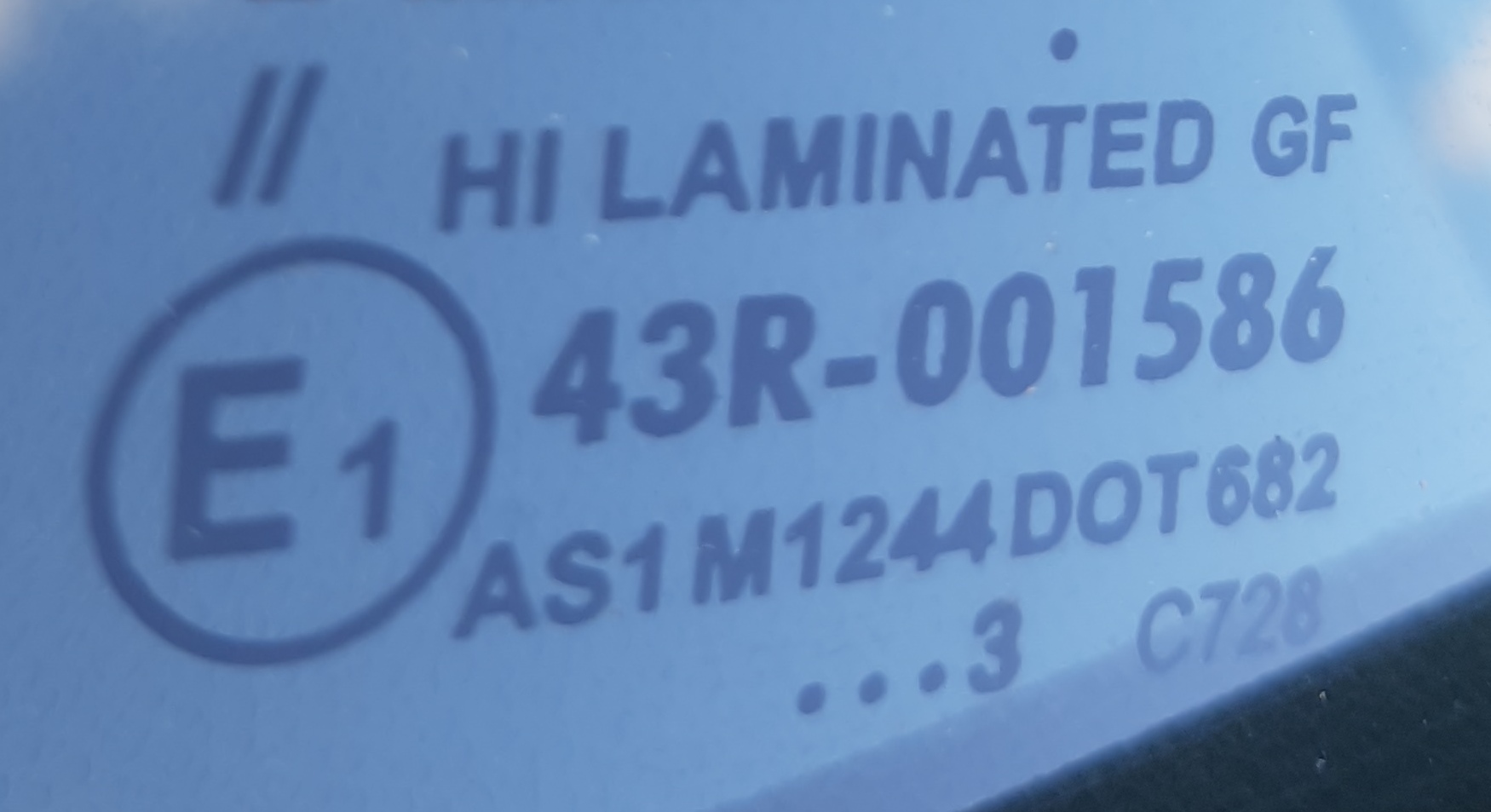
Marchio E1 sul parabrezza di un'autovettura
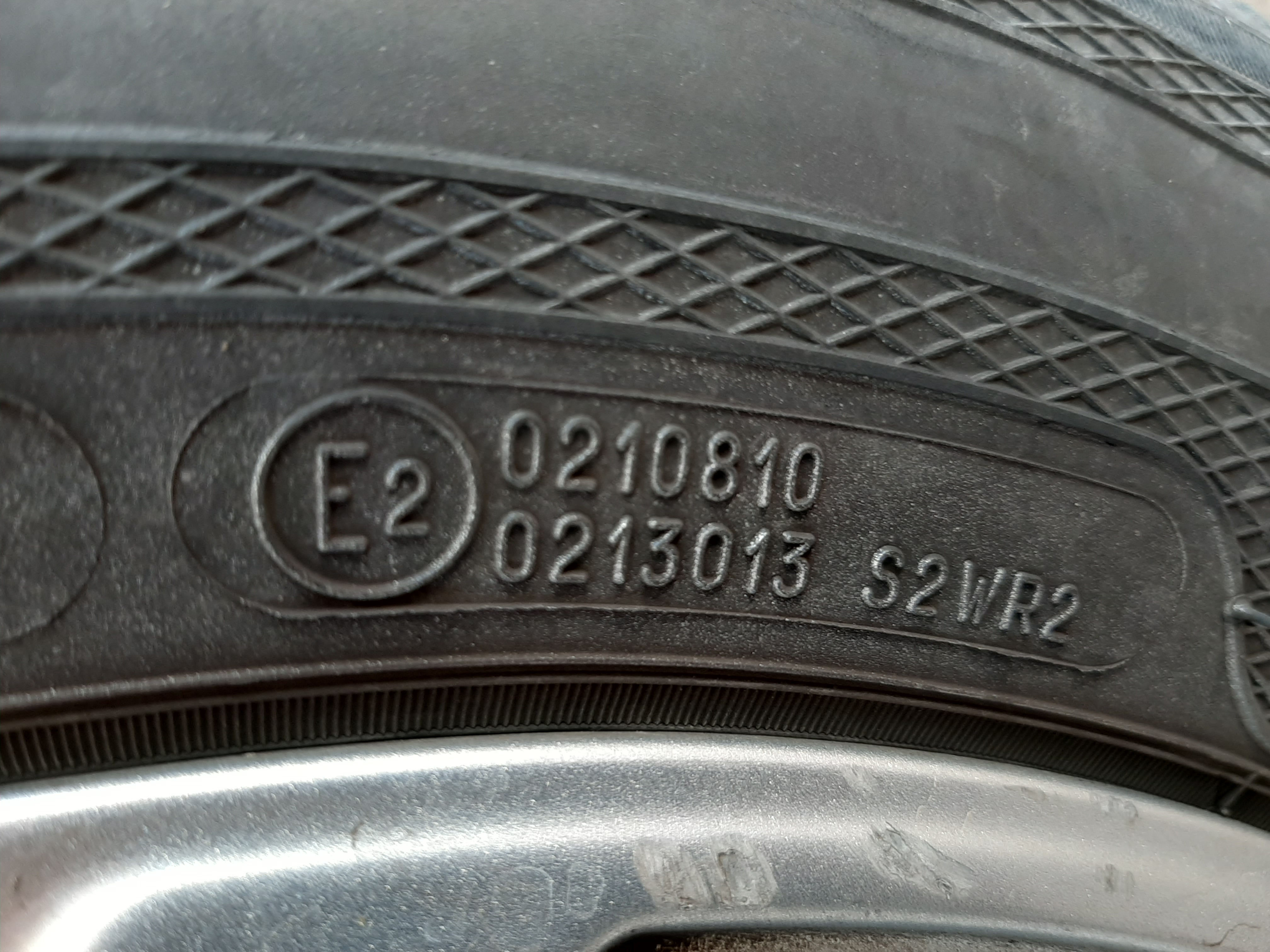
Marchio E2 su uno pneumatico di un'autovettura.
Esempio di segnaletica verticale conforme alla norma ISO 7010
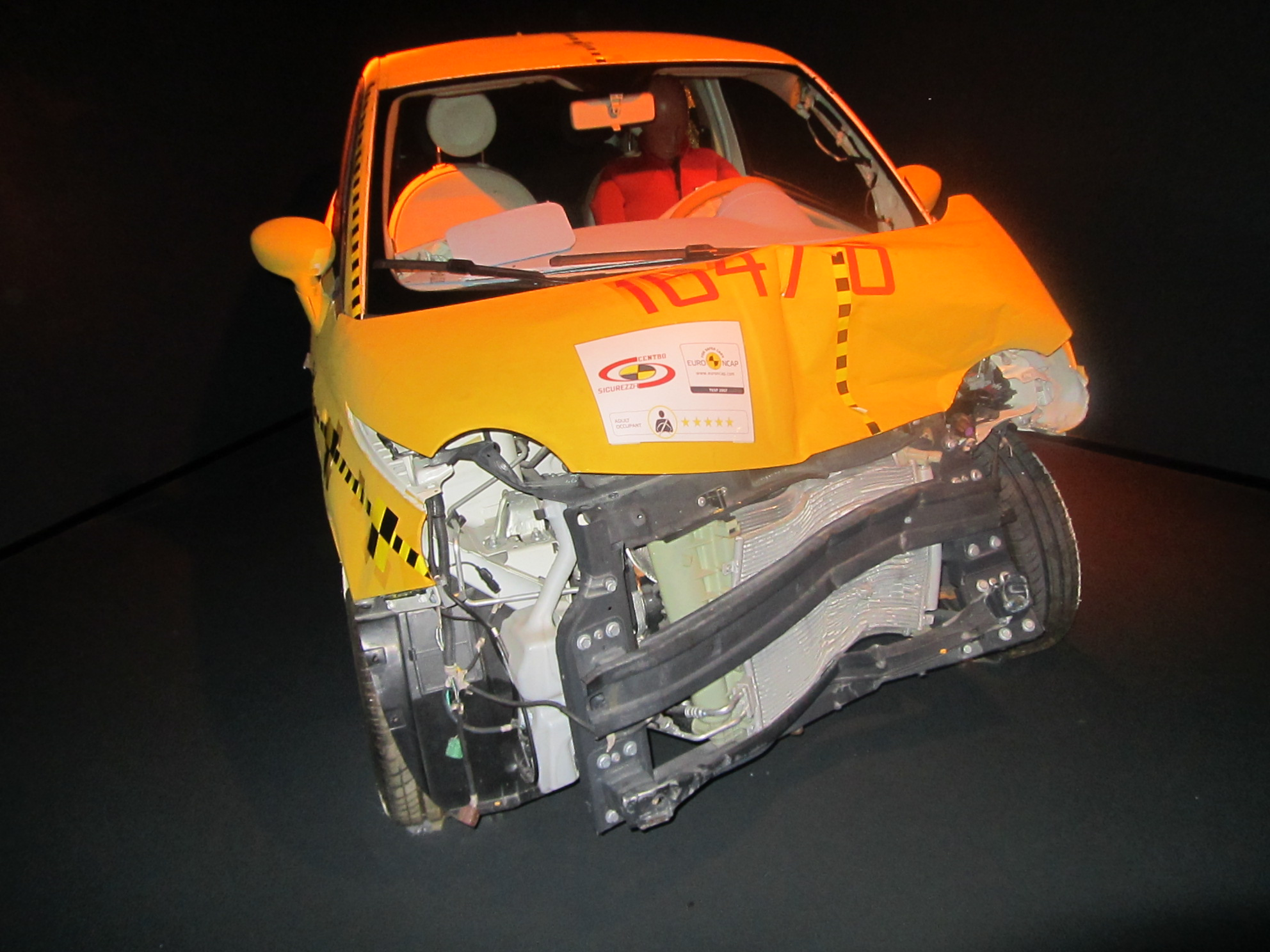
Una Fiat 500 del 2007 sottoposta al crash test Euro NCAP, in un'esposizione al museo dell'automobile di Torino.

## Critiche contro provvedimenti per la sicurezza stradale
I difensori dei diritti dei pedoni e dei gruppi ambientalisti hanno criticato pesantemente i provvedimenti che - paradossalmente - puntano a risolvere il problema del pericolo posto dal traffico a motore imponendo restrizioni agli utenti vulnerabili. Essi sostengono che questo approccio incolpi le vittime, senza invece affrontare la fonte del problema. Questo viene discusso in gran dettaglio da Robert Davis nel libro (EN)  Death on the Streets: Cars and the mythology of road safety (Morte sulle Strade: Auto e la mitologia della sicurezza stradale), nei libri di John Adams, Mayer Hillman e in altri testi. In questi libri si afferma che il problema della sicurezza stradale sia stato posto partendo da punti di vista sbagliati, visto che la maggior parte di queste misure sono progettate per aumentare la sicurezza dei guidatori, a prescindere dal fatto che molti morti per incidenti di transito non sono affatto guidatori, e che le misure che aumentano la sicurezza del guidatore possono spesso aumentare il rischio nei confronti di altri. Questi fattori sono valutabili tramite i calcoli intuitivi e l'atteggiamento psicologico detto compensazione del rischio.
Gli elementi fondamentali di queste tesi sono:
- gli utenti vulnerabili della strada vengono spesso emarginati dal cosiddetto "establishment" della "sicurezza stradale";
- gli interventi di "sicurezza stradale" sono troppo spesso centrati nel ridurre la severità dei danni risultanti da comportamenti pericolosi (come l'alta velocità), piuttosto che l'agire in maniera energica per ridurre questi comportamenti;
- le migliorie alla "sicurezza stradale" sono spesso state raggiunte con costosi interventi che hanno reso le strade ostili ai non motorizzati (ad esempio: le autostrade, chiuse a motorini e pedoni), in modo che quelli che più probabilmente potevano essere feriti non vi possono transitare e ne beneficiano soltanto indirettamente;
- la crescente "sicurezza" delle automobili e delle strade viene spesso contrastata totalmente o in parte dall'atteggiamento del guidatore, che tende ad aumentare la velocità oppure a ignorare i principi della guida sicura, meccanismo noto come compensazione psicologica del rischio.

I pedoni in particolare sono spesso riluttanti a utilizzare passaggi separati che comportino allungamenti del percorso o sforzi maggiori (come i ponti pedonali), o che li fanno sentire a maggior rischio (i sottopassaggi, spesso sporchi, sono un nascondiglio per delinquenti). I difensori dei pedoni mettono in dubbio l'equità del ridurre il rischio posto ai pedoni dai guidatori, servendosi di meccanismi che richiedono il principale sacrificio e sforzo alle vittime.
Le associazioni dei guidatori di autoveicoli e le organizzazioni che fanno campagne sulla sicurezza stradale come la Association of British Drivers e Safe Speed nel Regno Unito argomentano che la stretta applicazione e vigilanza del limite di velocità non comporta necessariamente una guida più sicura, e anzi potrebbe avere un impatto negativo sulla sicurezza stradale in generale Queste affermazioni non sono sostenute da evidenze statistiche studiate da giudici imparziali.
Molti sostengono inoltre che i dossi stradali, obbligando a continue frenate e accelerazioni, provocano un maggiore consumo di carburante, aumento dell'inquinamento dell'aria, rumori inutili, e addirittura continui piccoli danni a pneumatici, ruote e sospensioni dei veicoli.
( tra gli altri Comitato Coordinamento Motociclisti, che ha fatto abbassare manufatti in muratura dal Prefetto adducendo la non conformità relativamente alla tipologia di strada).
Sempre riguardo ai dossi o comunque ai dispositivi rallentatori, le normative sull'illuminazione stradale UNI 11248 e UNI EN 13201 richiedono per dette aree un'illuminazione specifica. ( ...)